# Piercing

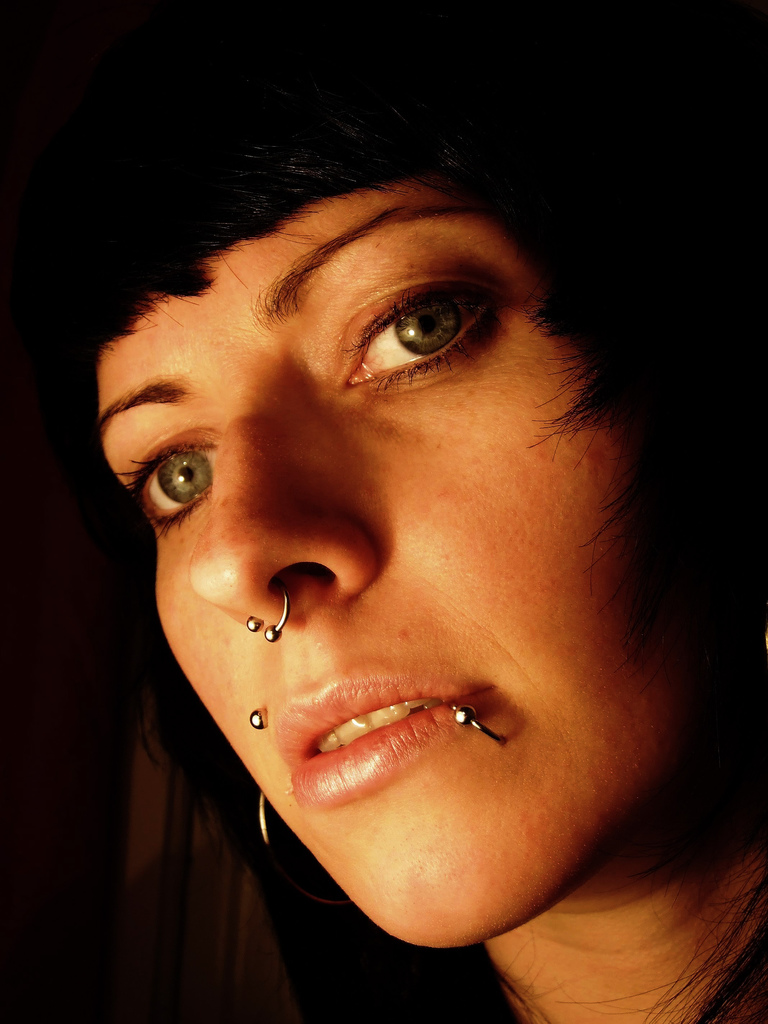
Verschiedene Piercings im Gesicht

Piercing (von englisch to pierce [pɪəs] „durchbohren, durchstechen“, über altfranzösisch percier und vulgärlateinisch *pertusiare aus lateinisch pertundere, pertusus „durchstoßen, durchbrechen“) ist eine Form der Körpermodifikation, bei der Schmuck in Form von Ringen oder Stäben an verschiedenen Stellen des menschlichen Körpers durch die Haut und darunter liegendes Fett- oder Knorpelgewebe hindurch angebracht wird. Obwohl die Praktik an sich schon alt ist, etablierte sich der Begriff Piercing erst Mitte der 1990er Jahre.

## Geschichte und Kultur
Das gezielte Durchstechen verschiedener Haut- und Körperstellen wie Lippen oder Ohren als traditioneller Körperschmuck wird seit Jahrtausenden von zahlreichen Kulturen und Ethnien praktiziert. Die frühesten Belege in Form von Schmuck oder Zeichnungen lassen sich bis auf 7000 Jahre zurückdatieren. Dabei handelt es sich neben der schmückenden Funktion meistens um die Abgrenzung zu anderen Volksstämmen, um spirituelle Rituale oder die symbolische Darstellung und Zelebrierung einer Veränderung der Reife oder des gesellschaftlichen Status. Die meisten Oberflächenpiercings, wie das Korsett-Piercing oder das Madison-Piercing, stellen dagegen eine Neuerscheinung der späten 1990er Jahre dar.

### Traditionelle Piercings

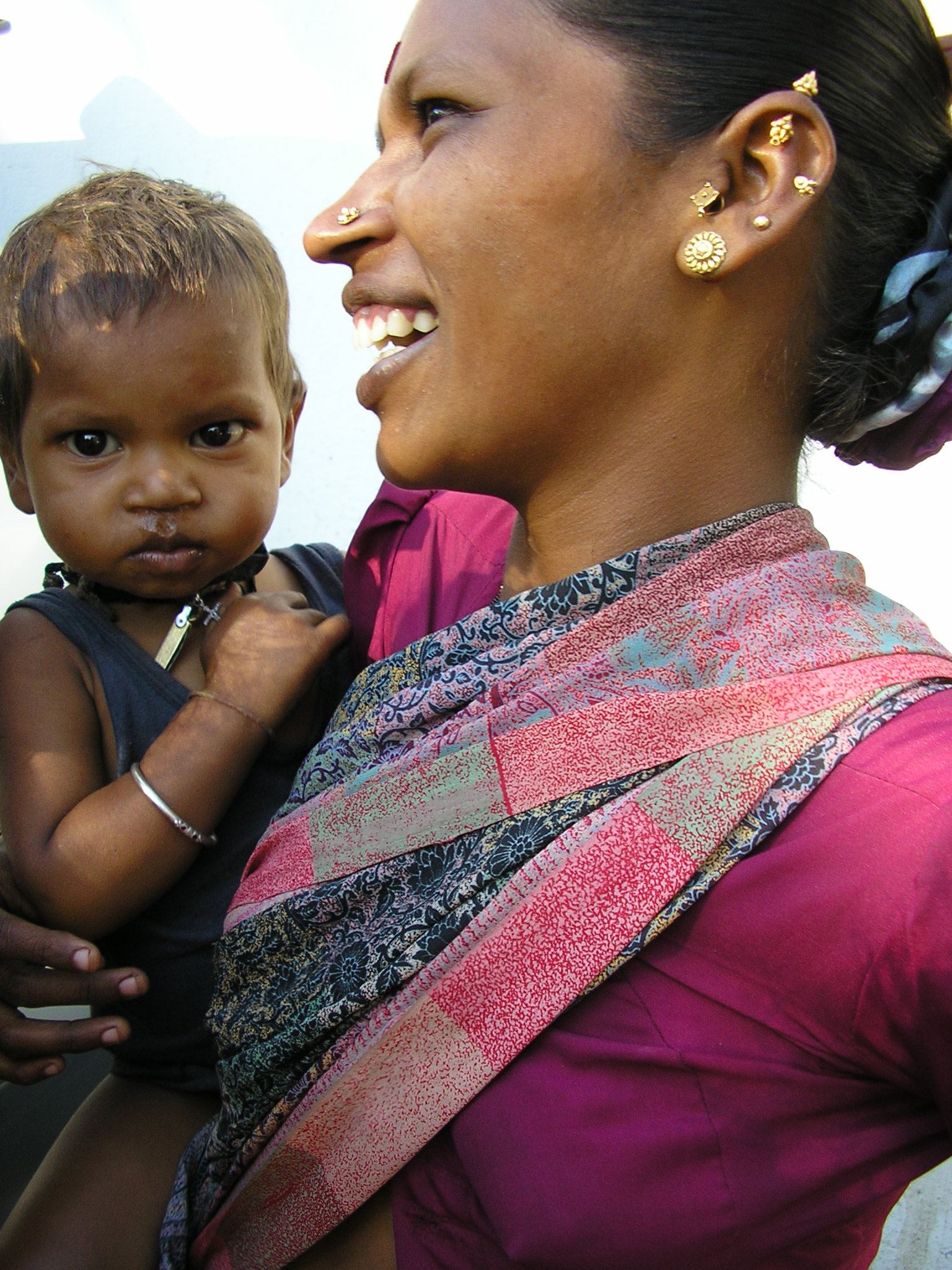
Inderin mit Nasen- und Ohrensteckern

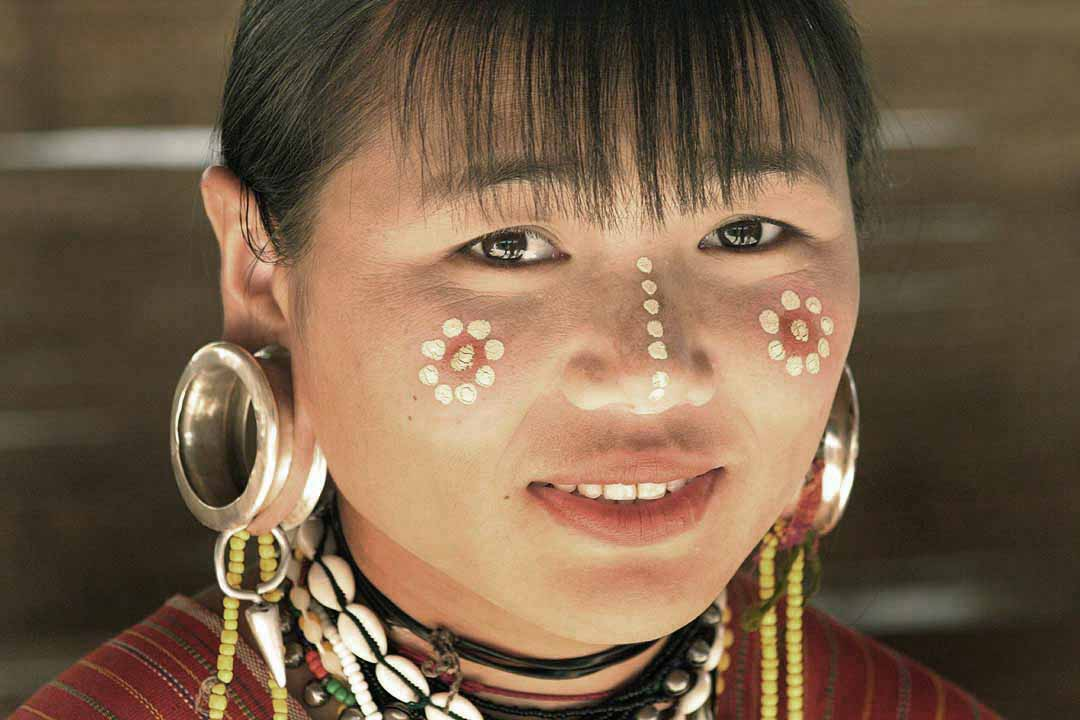
Birmanin mit gedehnten Ohrläppchen

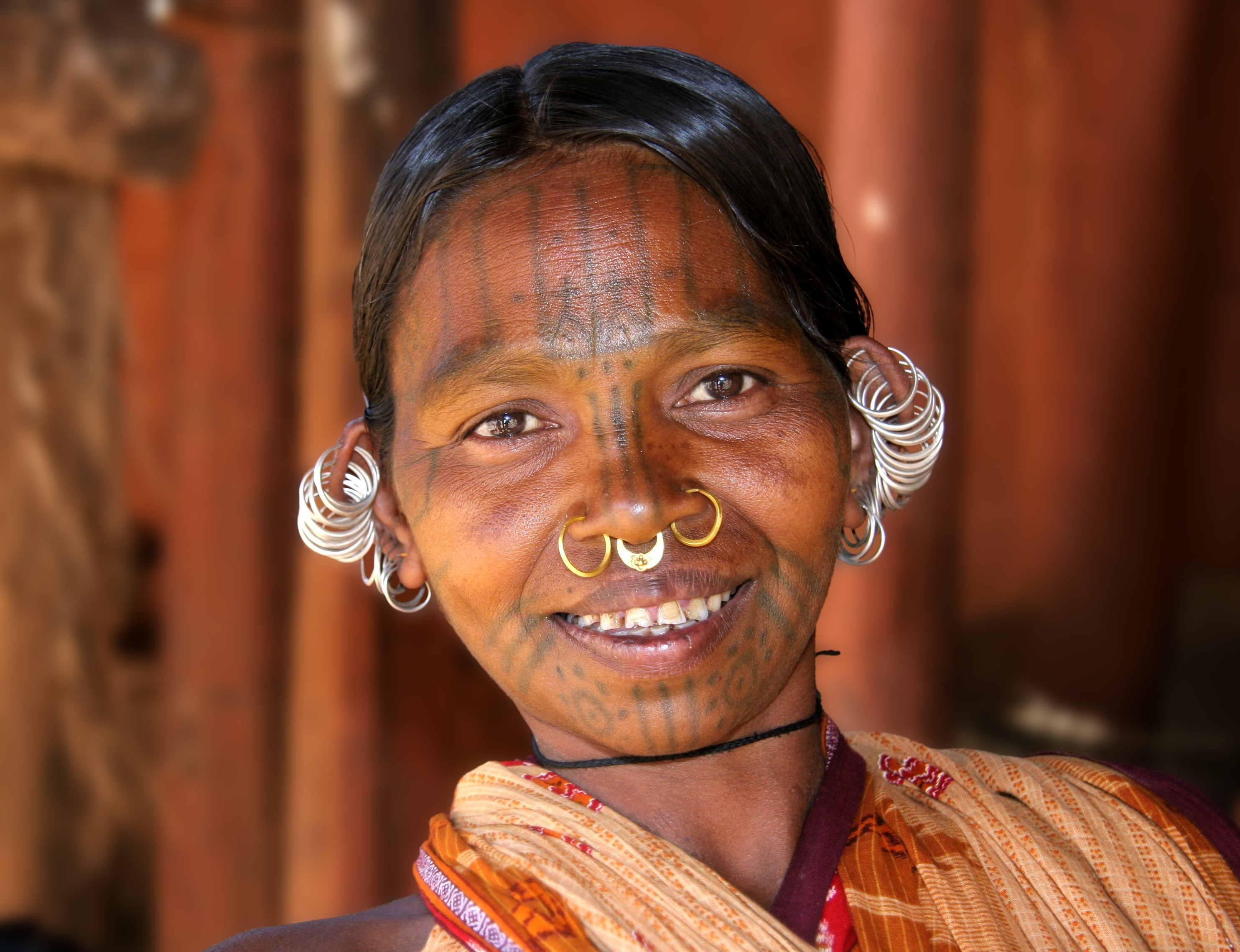
Adivasi-Frau in Indien mit gepiercten Ohren und Nase

Bei den Ureinwohnern Amerikas, Afrikas und Asiens sind Piercings in den Ohrläppchen, den Nasenflügeln und der Nasenscheidewand, den Lippen und den Genitalien überliefert. Der Schmuck dieser Kulturen wurde aus Holz, Quarz, Perlmutt, Ton, Horn und Knochen und einfachen Metallen gefertigt. Erste Ohrlöcher sind in Ägypten etwa 1550 v. Chr. nachweisbar. Die Totenmaske des altägyptischen Pharao Tutanchamun zeigt diesen mit geweiteten Ohrlöchern. Auch bei Buddha-Statuen oder Relikten der Azteken werden vergrößerte Ohrlöcher dargestellt.
Überlieferte Steinskulpturen der Olmeken zeugen von gedehnten Ohrlöchern. Weiterhin sind Ohrlöcher, Lippenpflöcke und Septumschmuck von mittelamerikanischen Völkern wie den Purépecha, den Zapoteken und den Azteken bekannt.
Bei den Mursi im Süden Äthiopiens gehören durchstochene oder eingeschnittene und geweitete Piercings in den Lippen und Ohrläppchen, sowie Tellerlippen zum Schönheitsideal. Je größer der Teller ist, desto mehr Ansehen gilt der Frau. Heute dient der ausgefallene Schmuck auch bewusst als Touristenattraktion. In Indien tragen einige Frauen traditionell Stecker in den Ohrläppchen und dem Nasenflügel. Gemäß dem hinduistischen Glauben werden Kindern im Rahmen des Karnavedha-Rituals Ohrlöcher gestochen, um sie vor Krankheiten zu schützen.
Für Europa existieren nur wenige Hinweise auf vormittelalterliche Piercingtraditionen. Zu den wenigen überlieferten Relikten zählt eine etwa 2600 Jahre alte keltische Bronzemaske aus der Hallstattzeit die beidseitige Ohrlöcher aufweist.

### Spirituelle Piercings
Laut Berichten spanischer Eroberer aus dem 16. Jahrhundert sowie überlieferter Steinreliefs wurden in Mittelamerika Ohren, Zungen, Wangen und Genitalien als Opfergabe und zur innerlichen Reinigung durchstochen.
In der thailändischen Stadt Phuket findet seit 1825 jährlich das Fest der neun Kaisergötter statt. Während der ersten neun Tage des neunten Monats des chinesischen Kalenders versetzen sich die zahlreichen Teilnehmer im Rahmen einer Götterbeschwörung in Trancezustände und stechen sich während einer Prozession Schwerter, Äste, Eisenstangen oder Alltagsgegenstände mit teilweise erheblichem Durchmessern durch Wangen, Zunge oder andere Körperstellen. Dabei fungieren sie als Medium der neun Schutzgeister und werden während des Rituals als Besessene derer betrachtet.

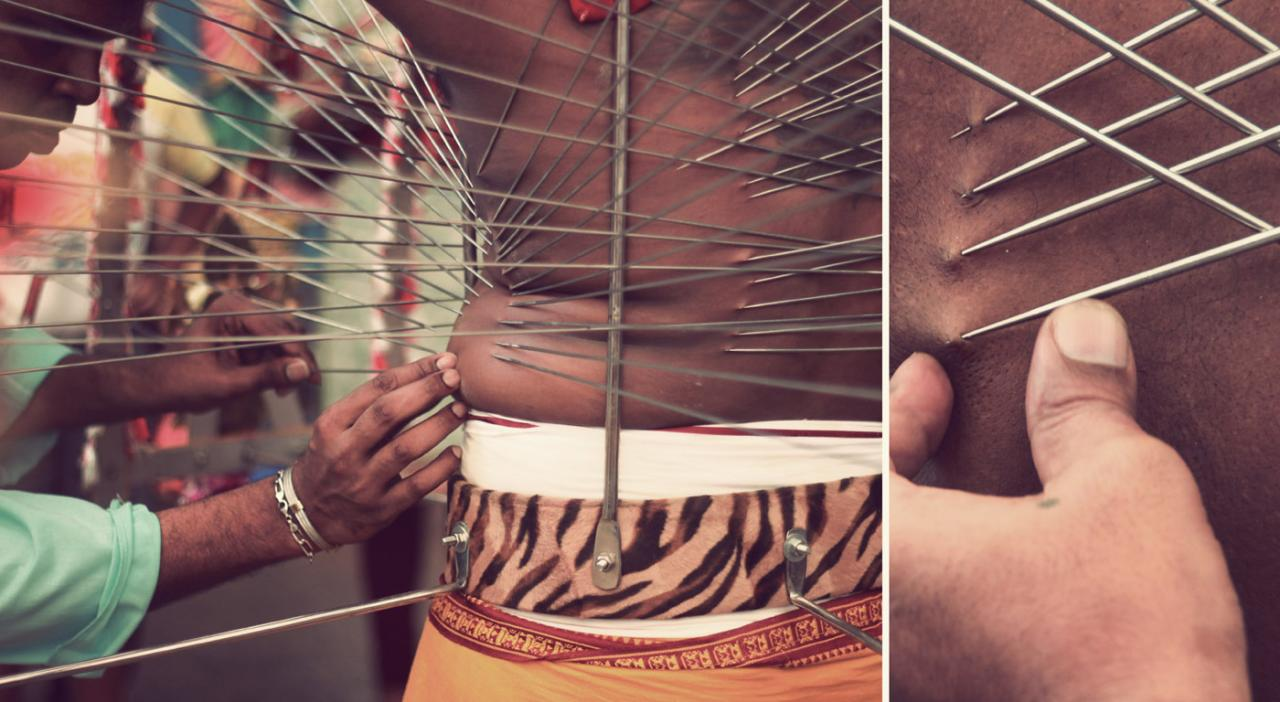
Ritual auf dem Thaipusam-Festival

Eine ähnliche Tradition wird jährlich in Malaysia im Januar/Februar auf dem Thaipusam-Festival zelebriert.
Die Teilnehmer beginnen dabei bereits Monate im Voraus sich mit Hilfe eines Lehrers auf das Fest vorzubereiten, bei dem sie sich in einen Trance-Zustand versetzen, Haken oder Spieße durch verschiedene Körperstellen stechen und anschließend bunt geschmückt und mit beigeführten Opfergaben eine Prozession zu einem Tempel des Gottes Subramaniam antreten um dabei ein Gelübde zu erfüllen, sich von Sünden reinzuwaschen oder um Gesundheit und Glück zu bitten. Blut tritt dabei verhältnismäßig selten aus den Wunden aus, die teilweise mit Asche desinfiziert werden.
Beim Sonnentanz handelt es sich um eine Zeremonie verschiedener Indianerstämme der amerikanischen Prärie und Plains, bei dem sich die Tänzer die Haut an Brust oder Rücken durchstechen und mit Schnüren verbundene Holzpflöcke hindurchführen. Die Schnüre werden an einen Baum gebunden, um den die Indianer vier Tage lang von Sonnenaufgang bis Sonnenuntergang ohne Schatten, Nahrung und Wasser tanzen. Diese Tradition ist von der Bewegung der Modern Primitives unter der Bezeichnung Body-Suspension aufgegriffen worden.

### Piercings in der westlichen Kultur
Teilweise sollen verschiedene Piercings, wie zum Beispiel das Brustwarzenpiercing, schon in früheren Jahrhunderten in Europa anzutreffen und dabei weitestgehend auf kleine, meist höfische Kreise beschränkte Moden gewesen sein, die später wieder in Vergessenheit gerieten. Derartige Behauptungen beziehen sich jedoch üblicherweise auf kaum vertrauenswürdige Quellen wie beispielsweise erotische Literatur oder die meist frei erfundenen Geschichten des Piercers Doug Malloy. Ein Beweis dafür, dass viele der modernen Piercings tatsächlich eine lange europäische Tradition haben, steht bislang noch aus. Lediglich das Durchstechen des Ohrläppchens fand eine weite Verbreitung. Ohrlöcher waren jedoch bis Anfang der 1970er Jahre im westlichen Kulturkreis nur bei Frauen akzeptiert und wurden meistens selber oder vom Juwelier gestochen. Eine Ausnahme war lediglich der Berufsstand der Zimmerleute, welche sich im Rahmen der Walz traditionell ein Ohrloch mit einem Zimmermannsnagel stechen lassen. In den 1960er Jahren brachten vor allem Hippies Ohr- und Nasenpiercings von ihren Hippie trails nach Indien in den westlichen Kulturkreis ein.

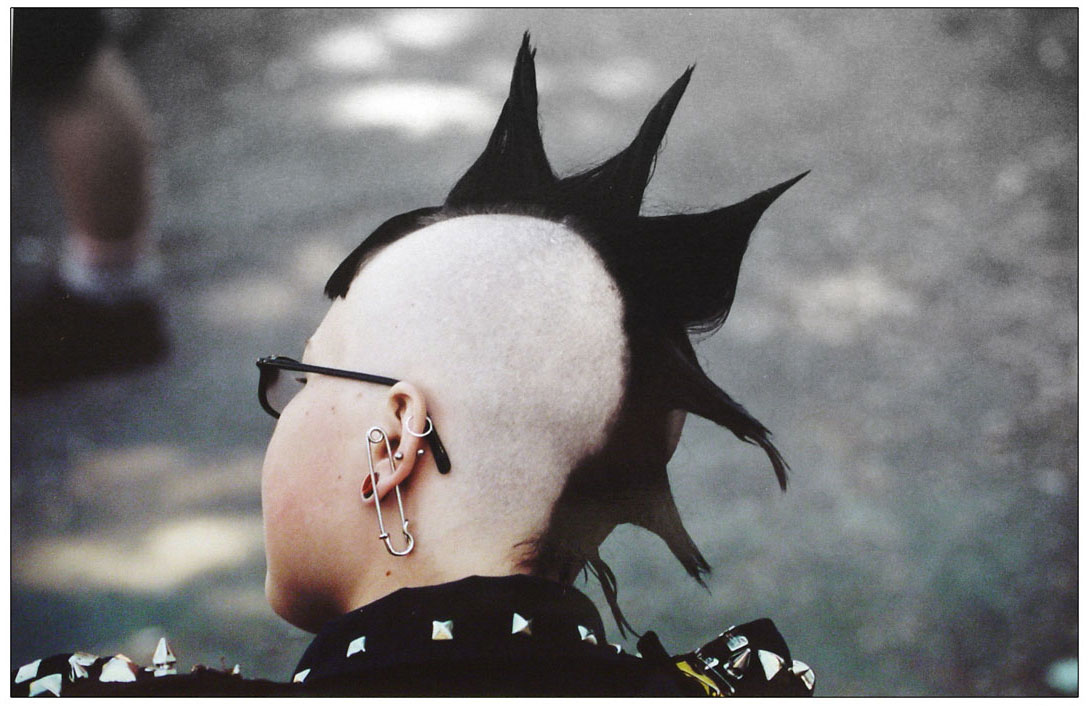
Punk mit Tunnelpiercing und Sicherheitsnadel als Ohrpiercing

Auch die Schwulenszene experimentierte bereits in den 1970er Jahren mit Piercings, beispielsweise wurde ein Ohrring im rechten Ohrläppchen Schwulen lange Zeit als Erkennungszeichen zugeschrieben.
Bereits in den 1950er und 1960er Jahren experimentierte Fakir Musafar als Pionier intensiv mit Körpermodifikationen älterer Kulturen, um dabei spirituelle Erfahrungen zu sammeln. Der mit ihm in Kontakt stehende Amerikaner Doug Malloy etablierte das Bodypiercing kurz darauf in einem kleineren Kreis der Homosexuellen- und Fetischszene. Der Tätowierer Horst Streckenbach führte in seinem Studio für „Haut- und Körperschmuck“ in Aschaffenburg und später in Frankfurt/Main bereits seit den späten 1940er Jahren Bodypiercings durch. Streckenbach traf sich 1975 in Reno mit Jim Ward „The Gauntlet“, und sie tauschten ihre Erfahrungen aus. Im Jahr 1976 fertigte Manfred Kohrs erstmals ein Piercing an, das aus einem Metallstift mit zwei verschraubbaren Kugeln bestand. Dieses Ur-Barbell wurde Streckenbach im selben Jahr von Doug Malloy in die Zunge gesetzt. Die Originalanfertigung von Kohrs wird bezeichnet als „Barbell No. 1“. Es ist Teil der Sammlung Kohrs, die sich im Institut für deutsche Tätowier-Geschichte befindet. Auch in Sonderausstellungen von Museen wird es präsentiert, zuletzt in der Sonderausstellung unter dem Titel Tattoo-Legenden. Christian Warlich auf St. Pauli, von November 2019 bis Mai 2020 im Museum für Hamburgische Geschichte in der Abteilung Streckenbach-Kohrs-Ulrichs.
Zwar gab es mit The Gauntlet in Los Angeles schon 1975 den ersten Piercing-Shop, die Verbreitung dieser Mode begann in den 1980er Jahren in Kalifornien, als die Bewegung der Modern Primitives entstand. Dabei wurden bewusst die bei Naturvölkern verbreiteten Bräuche aufgenommen, um den eigenen Körper zu modifizieren. Dazu gehörten vor allem Tätowierungen, Piercings oder Narbenbildungen (Scarification) und später das Branding. Im Jahr 1977 wurde das Magazin PFIQ gegründet und etablierte sich als Forum und Plattform der Szene.
Noch zu Beginn der 1990er Jahre blieb das Piercing überwiegend auf die Punk- und hier insbesondere die Crustcore-Szene sowie die BDSM-Szene beschränkt und breitete sich von dort im Laufe weniger Jahre aus. Im Jahr 1993 wurde das Thema Piercing in die Schlagzeilen gebracht, als sich die Schauspielerin Alicia Silverstone in einem Musikvideo der Band Aerosmith ein Bauchnabelpiercing stechen ließ. Das Video gewann den MTV Video Music Awards und sorgte, durch das zu jener Zeit ungewöhnliche Piercing, für eine breite Berichterstattung. In dessen Folge kam es zu einer starken Nachfrage nach Bauchnabelpiercings, ein Trend, der in den folgenden Jahren auf andere Piercings überging. Ab Mitte der 1990er Jahre wurde Piercing zunehmend zu einem Phänomen der Jugendkultur, teilweise durch die Etablierung von Subkulturen wie Punk oder Techno, in denen vor allem das Gesichtspiercing schon länger verbreitet war und befördert durch zahlreiche Stars wie Lenny Kravitz, Tommy Lee oder dem NBA-Spieler Dennis Rodman, die ein breites Mainstreampublikum ansprachen.
Heutzutage hat sich das Piercing weitgehend als modisch-kulturelles Phänomen in der modernen westlichen Gesellschaft etabliert.

#### Verbreitung

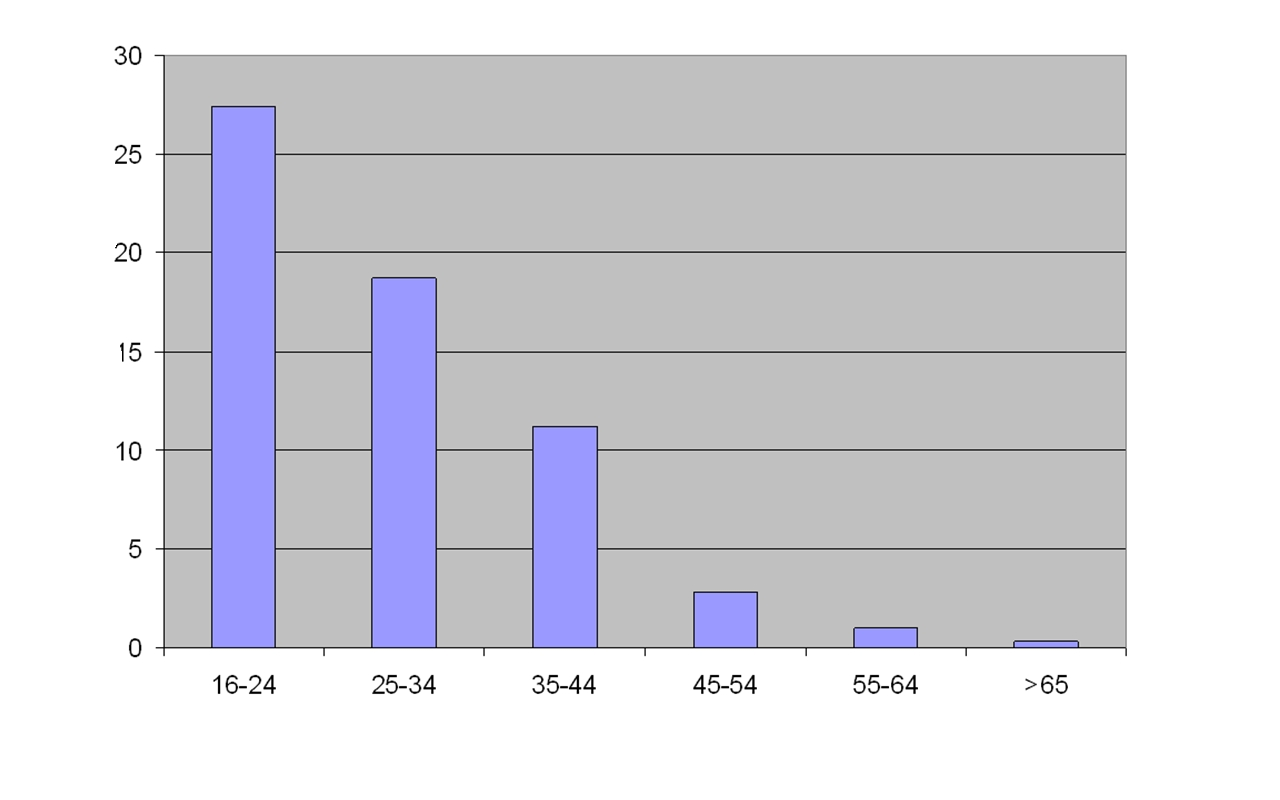
Anteil der Personen mit mindestens einem Piercing (außer Ohrläppchen) pro Altersgruppe (Großbritannien, 2005)

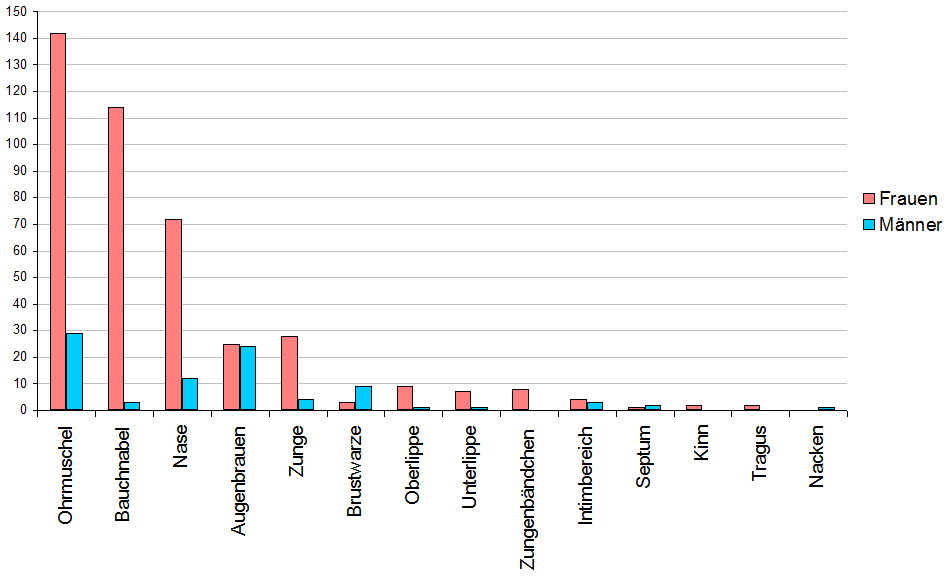
Aufteilung von 506 Piercings (Deutschland, 2008)

Populär sind moderne Piercings vor allem bei jüngeren Menschen. In Deutschland trugen 2009 einer repräsentativen Erhebung der Universität Leipzig zufolge neun Prozent aller Frauen und drei Prozent aller Männer ein Piercing. Unter den 14- bis 24-jährigen Frauen lag der Anteil bei 35 Prozent, bei den 25- bis 34-jährigen Frauen bei 22,5 Prozent. Männer waren am häufigsten im Alter von 25 bis 34 Jahren gepierct (9,3 Prozent). Eine 2008 veröffentlichte Studie aus dem Regensburger Raum (Daten vermutlich 2005 erhoben) hat bei 8,6 Prozent aller Befragten ein Piercing festgestellt: bei 12,0 Prozent der Frauen und 4,1 Prozent der Männer. Mehr als die Hälfte der Menschen mit Piercing (52,8 Prozent) war dabei jünger als 18 Jahre. Die am häufigsten modifizierte Körperstelle war die Ohrmuschel, gefolgt von Nabel und Nasenloch. Nach einer 2017 veröffentlichten Studie der Universität Leipzig war rund ein Drittel der Frauen zwischen 14 und 34 Jahren gepierct, bei gleichaltrigen Männern lag der Anteil bei 14,4 Prozent. Mittlerweile sind allein in Deutschland mehr als 5 Millionen Männer und Frauen gepierct.
Im Jahr 2005 wurde in Großbritannien von Wissenschaftlern der Health Protection Agency des National Health Service sowie der London School of Hygiene & Tropical Medicine eine Erhebung über Piercings an 10503 Erwachsenen aus verschiedenen Regionen des Landes durchgeführt. Es zeigte sich, dass zehn Prozent der Befragten gepierct waren (Ohrringe wurden nicht mit einbezogen), die durchschnittliche Anzahl der Piercings (unter den gepiercten Personen) lag bei 1,71. Der Anteil war höher bei Frauen und bei jüngeren Personen, etwa die Hälfte der Frauen in der Altersgruppe der 16- bis 24-jährigen hatte mindestens ein Piercing. Die häufigst-genannten Körperstellen für Piercings waren Bauchnabel (33 Prozent), Nase (19 Prozent), Ohr (13 Prozent ausgenommen Ohrläppchen/Lobe-Piercing), Zunge (9 Prozent), Brustwarzen (9 Prozent), Augenbrauen (8 Prozent), Lippe (4 Prozent), Genitalien (2 Prozent) und andere Körperstellen (3 Prozent). Bei den Frauen war das Bauchnabelpiercing das häufigste Piercing, bei den Männern war es das Brustwarzenpiercing.

#### Aktuelle Trends und Entwicklungen

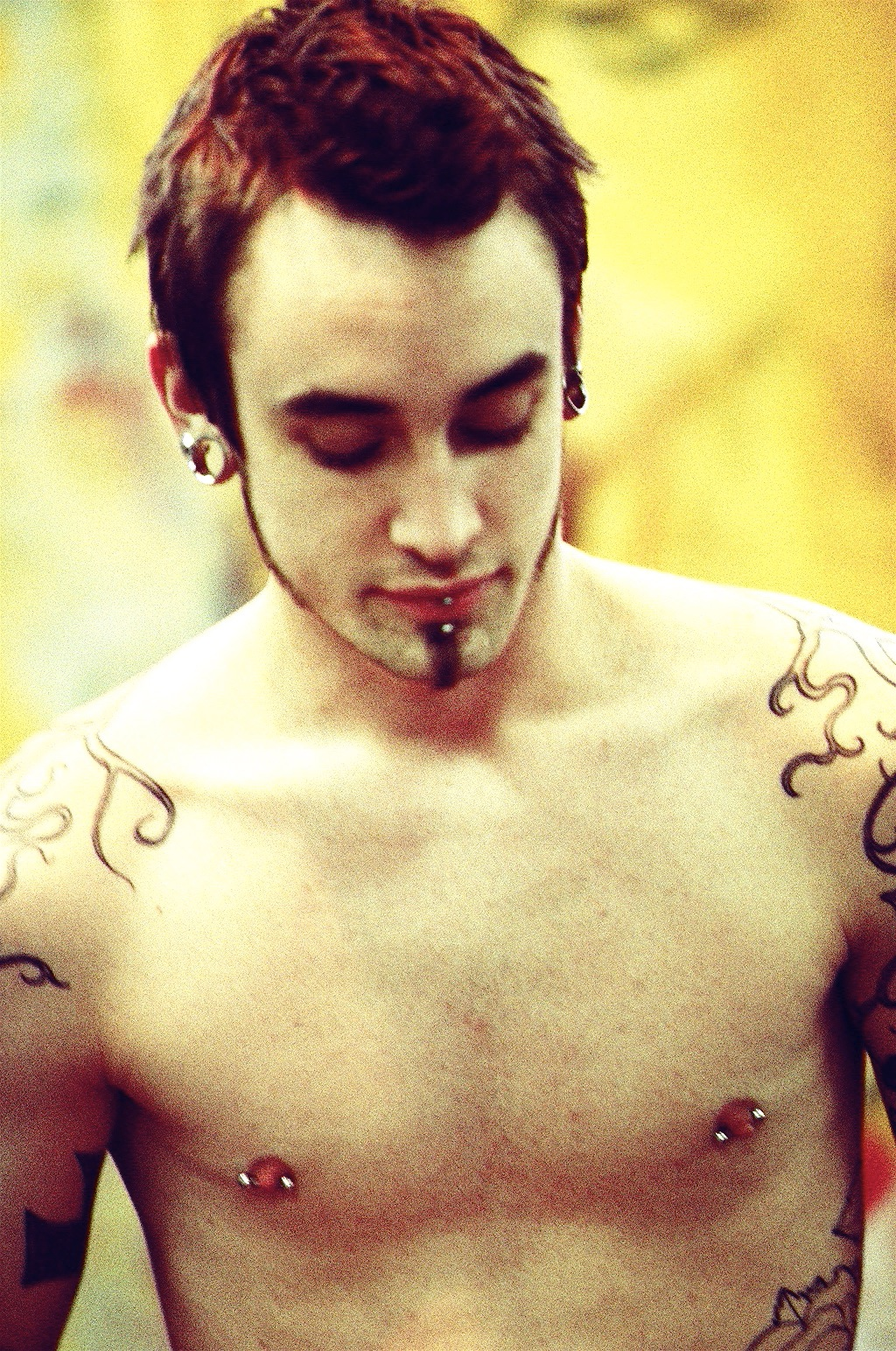
Junger Mann mit gedehnten Ohrläppchen, Labret- und Brustwarzenpiercings

Die Profession des Piercings ist einer ständigen Weiterentwicklung unterworfen. Während eine Vielzahl an Piercings auf jahrtausendealte Traditionen zurückgehen (Nostril-Piercing, Labret-Piercing, Apadravya etc.) die lediglich im westlichen Kulturkreis wiederentdeckt werden, sind andererseits eine Vielzahl von Piercings (Lippenband-, Industrial- oder Nefertiti-Piercing) oder Techniken (Microdermals) aus modischen Gründen neu erfunden worden.
Das Piercing ist Moden und Trends unterworfen. So waren die ersten Piercings, die in den 1990er Jahren eine breitere Masse ansprachen, Augenbrauen-, Zungen- und Bauchnabelpiercings, wobei die beiden ersten Varianten inzwischen eine geringere Nachfrage verzeichnen. Auch das von Steve Haworth in den 1990er Jahren erfundene Lippenbandpiercing wird heutzutage wieder seltener gestochen. Zurzeit erfreuen sich der seitlich versetzte Labret, der Tragus, das Septumpiercing sowie das Weiten der Ohrläppchen wachsender Beliebtheit. Bei den Frauen stellt das aus dem Labret hervorgegangene Madonna-Piercing ein „Trendpiercing“ dar, Entsprechendes gilt für das Brustwarzenpiercing, welches durch einige Stars popularisiert wurde und momentan in den USA zu den am meisten nachgefragten Piercings gehört.
Die Verbreitung von Intimpiercings nimmt zu, diese werden insbesondere bei jungen Erwachsenen zunehmend häufiger gestochen. Dies wird neben dem generell wachsenden Interesse an Piercings auf die zunehmende Präsenz von Nacktheit in den Medien, die Ästhetisierung dieses Körperbereichs sowie die mittlerweile zur Normalität gewordene Schamhaarentfernung zurückzuführen ist. Die Psychologin Ada Borkenhagen spricht von einem „gesellschaftlichen Trend zu Intimrasur und Intimpiercing“ bei Jugendlichen. Die Leipziger Wissenschaftlerin Aglaja Stirn äußerte hierzu:

„Und so verwundert nicht, dass sich immer mehr Frauen für die Option interessieren, auch im Intimbereich Korrekturen durch chirurgische Eingriffe vornehmen zu lassen oder es mit einem Piercing zu versehen, da dieser Bereich dem Auge mehr zugänglich geworden ist.“

Bei Frauen erfreuen sich Piercings im Bereich des Venushügels (wie das Christina-Piercing oder das Nefertiti-Piercing) einer zunehmenden Beliebtheit, aber auch bei Männern werden zunehmend Intimpiercings nachgefragt.
Insgesamt lässt sich sagen, dass seit den 1990er Jahren, spätestens seit der Jahrtausendwende, Piercings im westlich-europäischen Kulturkreis einen Bedeutungswandel erfahren haben. Während Piercings vorher als visuelles Abgrenzungsmerkmal, als Ausdruck von Rebellion und Gegenkultur galten, wurden sie zunehmend zu einem Bestandteil der Alltagskultur, sie sind „nur noch Körperschmuck“.

## Verlauf

### Stechen

#### Methoden des Stechens

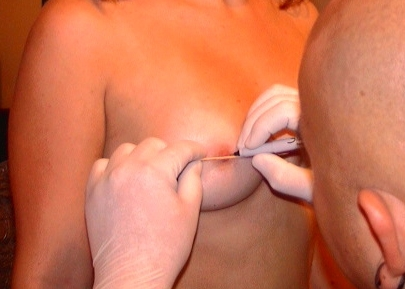
Vor dem Stechen werden Ein- und Austrittsstelle mit einem Filzstift markiert – hier bei einem Brustwarzenpiercing

Die zu piercende Körperstelle wird zunächst desinfiziert, um Infektionen zu vermeiden. Gegebenenfalls wird die Stelle zuvor von Haaren befreit. Der Ein- und Austrittspunkt des Stichkanals wird üblicherweise mit einem Stift markiert und mit einer Piercing-Zange fixiert. Diese weist am Kopf zwei ringförmige Klemmen auf, durch welche die Piercingnadel auf der markierten Stelle angesetzt und hindurchgeführt werden kann. In Europa werden Piercings meist mit einem peripheren Venenkatheter gestochen. Hierbei ist die Nadel durch einen Plastik- oder Teflonüberzug geschützt. Nachdem die Nadel durch die Haut gestochen wurde, wird sie entfernt. Lediglich der Überzug verbleibt in dem Stichkanal. Mit Hilfe dieses Überzuges wird der Schmuck durch den Stichkanal gezogen. Bei schwer zugänglichen und engen Stellen wird beim Durchstechen häufig zusätzlich eine Receiving Tube gegengehalten, um einen Gegendruck zu erzeugen und die Nadel abzufangen, bevor sie gegenüber dem Stichkanal liegendes Gewebe verletzen könnte.

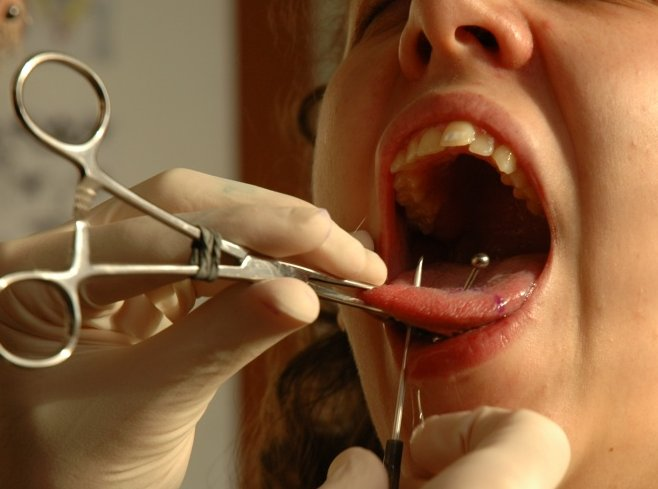
Stechen eines Zungenpiercings mit einem Venenkatheter

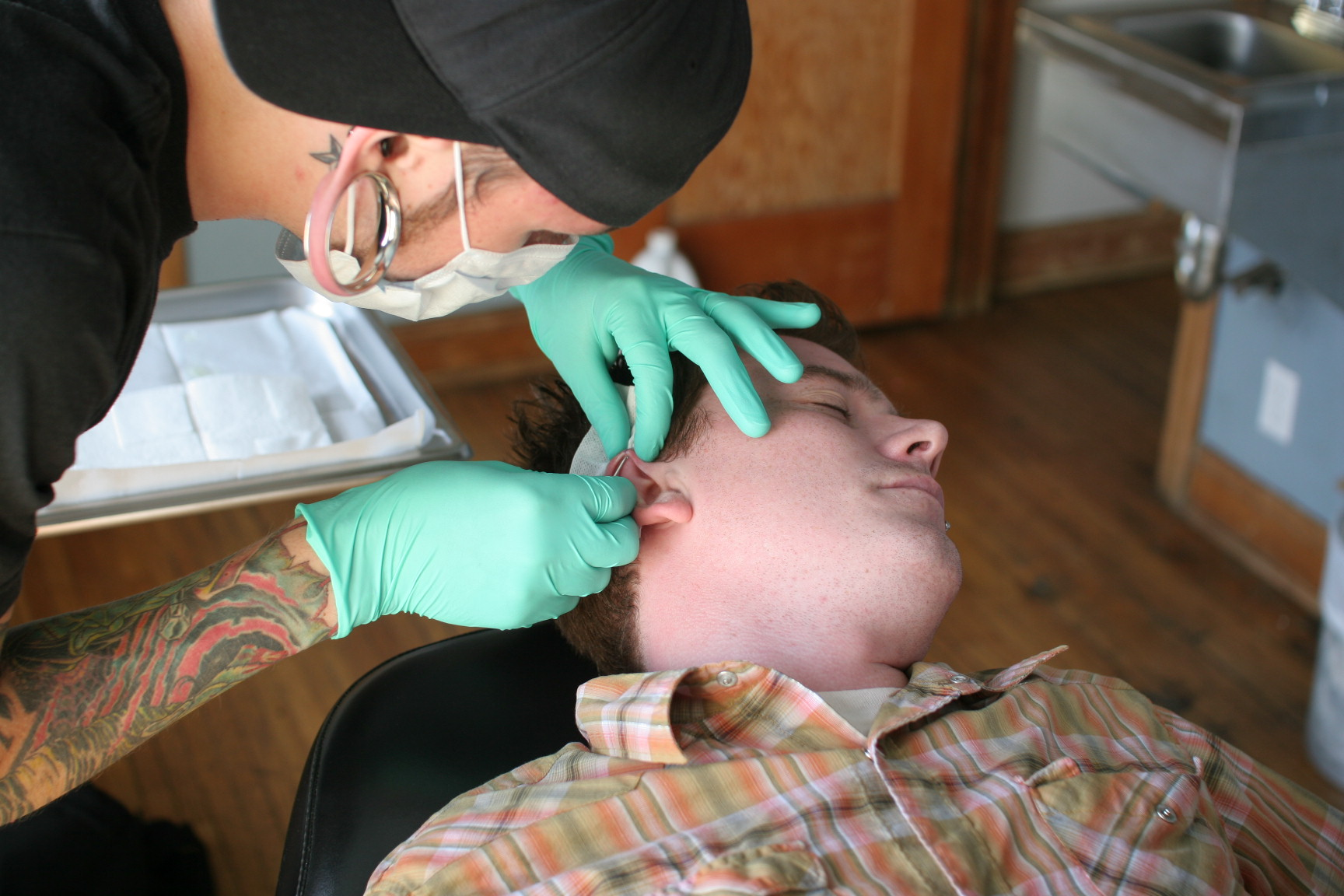
Stechen eines Helix-Piercings

In den USA verwenden Piercer üblicherweise eine aus Chirurgenstahl gefertigte spezielle Piercingnadel mit einem Hohlraum. Der Schmuck wird hierbei direkt in die Nadel eingesetzt und anschließend beim Durchschieben in das Bindegewebe eingesetzt.
Bei Ohren- oder Nostril-Piercings wird außerhalb von Piercingstudios, beispielsweise bei Juwelieren, häufig die Ohrlochpistole angewendet. Von seriösen Piercern wird dieses Verfahren jedoch abgelehnt, da dabei die Gefahr besteht, dass das Gewebe einreißt oder an Knorpelstellen splittert. Außerdem ist die Pistole nicht vollständig sterilisierbar. Zudem sind die hierbei verwendeten Ohrstecker für den Ersteinsatz ungeeignet.
Eine weitere Methode ist der sogenannte Dermal Punch. Dabei werden Gewebeteile mit einer Hohlnadel bis zu einem Durchmesser von acht Millimetern heraus gestanzt. Dieses wird vor allem angewendet, um größeren Schmuck in Knorpelgewebe einsetzen zu können. Weil hierbei Gewebe komplett entfernt und nicht verdrängt wird, heilen gepunchte Piercings besser, da der Schmuck weniger Druck ausübt.
Indigene Völker führen Piercings meist traditionell mit geeigneten Naturmaterialien wie Dornen oder spitzen Tierknochen durch. Auf den Pazifik-Inseln werden beispielsweise die spitzen Enden der Süßkartoffel-Pflanze verwendet.

#### Schmerzen beim Stechen
Oftmals geäußerte Bedenken betreffen die mit dem Stechvorgang einhergehenden Schmerzen. Der Schmerzreiz beim Einstich der Kanüle kann verschieden intensiv wahrgenommen werden. Unterschiedliche Piercings unterscheiden sich dabei nach dem Grad der Schmerzhaftigkeit beim Stechen.
Einfluss hierauf haben zum einen die Länge des Stichkanals und zum anderen die Art und die Schmerzempfindlichkeit des Gewebes, durch welches das Piercing verläuft. Piercings mit langem Stichkanal sind grundsätzlich schmerzhafter. Demnach schmerzt z. B. das Stechen eines Christina-Piercings weniger als das Stechen eines Nefertiti-Piercings, da der Piercer hierbei mit der Nadel einen längeren Weg zurücklegt und jene langsamer hindurchführt. Wiederum gelten Knorpelgewebe, wie am Nasenflügel, und knorpelhaltiges Mischgewebe, wie im Lippenbereich, in Bezug auf ein Piercing als relativ schmerzempfindlich. Daher sind z. B. Piercings durch den Ohrknorpel (wie Helix, Rook oder Tragus) schmerzhafter als ein durch das Ohrläppchen verlaufendes Lobe-Piercing („klassisches“ Ohrloch).
Die Berührungsempfindlichkeit einer Körperstelle ist nicht zu verwechseln mit der Schmerzempfindlichkeit derselben. Dies liegt an unterschiedlichen Nervenbahnen und Rezeptoren für die verschiedenen Reizarten. Normale taktile Reize an der Hautoberfläche (wie leichter Druck oder Streicheln) werden durch Mechanorezeptoren – insbesondere die Ruffini-Körperchen, die Vater-Pacini-Lamellenkörperchen und die Merkel-Zellen – registriert und auf korrespondierenden Neuronenbahnen zum Gehirn geleitet. Der durch den Einstich der Nadel bedingte Schmerz wird hingegen von Nozizeptoren genannten Rezeptoren bedingt, welche auf die Gewebeverletzung reagieren und den Schmerz auf gesonderten neuronalen Wegen weiterleiten. Die beim Einstich entstehenden Schmerzen werden hauptsächlich durch A-Mechanonozizeptoren verursacht, deren Verteilung auf der Körperoberfläche relativ gleichmäßig ist. Dies erklärt, warum Piercings im Intimbereich, obwohl das Gewebe dort sehr berührungssensibel ist, allgemein nicht schmerzhafter empfunden werden müssen als Piercings in anderen Körperbereichen.

#### Betäubung
Prinzipiell besteht die Möglichkeit, vor dem Stechen des Piercings eine Betäubung der Körperstelle durchzuführen. Dies kann auf zwei Arten erfolgen:
- Regionalanästhesie: Dabei wird mit einer Spritze ein subdermal (im Gewebe) wirkendes Anästhetikum injiziert. Nach einer Zeitperiode von zirka fünf bis zehn Minuten ist die betreffende Körperstelle betäubt. Jedoch stellen sich hier folgende Probleme: zum einen darf aufgrund rechtlicher Bestimmungen eine Injektion nur von einem Arzt oder einer medizinischen Fachkraft durchgeführt werden, nicht von einem Piercer. Weiterhin ist diese Form nicht empfehlenswert, da die Schmerzen des Piercings quasi nur gegen vergleichbare Schmerzen der Spritze „ausgetauscht“ werden und diese Form der Betäubung mit Nebenwirkungen und Risiken verbunden ist, die dem Schmerz des Piercings nicht angemessen sind.
- Oberflächenanästhesie (topische Anästhesie): hierbei wird ein Wirkstoff in Form von Salbe oder Spray direkt auf die Hautoberfläche aufgetragen, es wird nicht gespritzt. Dabei werden vorwiegend Produkte auf Basis von Lidocain, Procain oder Benzocain verwendet. Bei dieser Form besteht das Problem, dass sie nur für Schleimhautgewebe geeignet ist, da sonst die tieferen Gewebeschichten nicht erreicht werden und das Stechen des Piercings damit nicht weniger weh tut.

Aus genannten Gründen wird auf eine Anästhesie vor dem Piercing häufig verzichtet.

### Heilung
Da die Wunde eines neuen Piercings vom eingesetzten Schmuck offen gehalten wird, bildet sich während der Heilung von außen nach innen ein Hautschlauch entlang des Stichkanals, der den Schmuck umschließt. Dabei wird zunächst nach der Gerinnung eventueller Blutungen die Durchblutung im umliegenden Gewebe gefördert, was in der ersten bis zweiten Woche häufig zu Rötung, Schwellung und Erwärmung führt. Blutgerinnsel werden durch abgesonderte Wundflüssigkeit heraus gespült. Bei einer Infektion kann es zum Austreten bakterienbekämpfender Leukozyten (Eiter) kommen.
Die Dauer der Heilung ist abhängig von verschiedenen Faktoren wie Schmuckmaterial, Hygiene, Pflege und der durchstochenen Körperstelle sowie der allgemeinen Gesundheit und Alkohol- oder Nikotinkonsum. Während gut durchblutete Schleimhäute und Intimpiercings mit regelmäßigem Kontakt zu Eigenurin vorteilhafter verheilen, gestaltet sich der Prozess bei Knorpelgewebe langwieriger, da Knorpel keine eigenen Blutgefäße besitzt, sondern von der darüber liegenden Knorpelhaut mit Sauerstoff und Nährstoffen versorgt wird.

#### Maßnahmen zur Beschleunigung der Heilung
Das Piercing sollte während der gesamten Abheilphase regelmäßig mit Kochsalzlösung oder einem Antiseptikum wie Octenidin gereinigt werden, Quellen zusätzlicher Keimbelastung wie das Baden in Schwimmbädern oder Badeseen sollten unterbleiben.
Ein Problem stellt die Reizung durch regelmäßige Bewegung oder Reibung dar, wonach zum Beispiel die Heilung eines Bauchnabelpiercings mit permanentem Kontakt zum Hosenbund oder ein Handweb zwischen den Fingern besonders problematisch sein kann. Entsprechend gilt für Intimpiercings, dass innerhalb der ersten vier Wochen auf den Geschlechtsverkehr verzichtet werden sollte, da dies eine zu starke Belastung des Stichkanals mit sich bringt (vorsichtige manuelle Stimulation ist jedoch nach einigen Tagen möglich). Bis zur vollständigen Abheilung sollte ein Kondom getragen werden, um Verunreinigungen durch Keime und mechanische Einwirkungen (der Schmuck scheuert hin und her) zu reduzieren.
Wird der Schmuck innerhalb der ersten Wochen nach dem Stechen gewechselt, kann die Heilung dadurch ebenfalls negativ beeinflusst werden und die Infektionsgefahr steigen.

#### Heilungsdauer verschiedener Piercings
Die folgende Tabelle enthält Richtwerte für die Dauer der Heilung bei den verschiedenen Piercings:
| Bild | Name                 | Dauer                |
| ---- | -------------------- | -------------------- |
|      | Ampallang            | etwa 3 bis 6 Monate  |
|      | Fourchette           | etwa 4 bis 6 Wochen  |
|      | Lippe                | etwa 4 bis 8 Wochen  |
|      | Prinz-Albert         | etwa 4 bis 6 Wochen  |
|      | Prinzessin-Albertina | etwa 2 bis 3 Wochen  |
|      | Augenbraue           | etwa 6 bis 8 Wochen  |
|      | Guiche               | etwa 8 bis 12 Wochen |
|      | Lippenbändchen       | etwa 1 bis 2 Wochen  |
|      | Pubic                | etwa 8 Wochen        |
|      | Bridge               | etwa 8 bis 12 Wochen |
|      | Hafada               | etwa 4 bis 8 Wochen  |
|      | Nabel                | etwa 3 bis 6 Monate  |
|      | Septum               | etwa 4 bis 8 Wochen  |
|      | Brustwarze           | etwa 2 bis 6 Monate  |
|      | Klitorisvorhaut      | etwa 4 bis 6 Wochen  |
|      | Nasenflügel          | etwa 6 bis 9 Wochen  |
|      | Triangle             | etwa 4 bis 8 Wochen  |
|      | Christina            | etwa 6 bis 12 Monate |
|      | Labia Majora         | etwa 8 bis 12 Wochen |
|      | Ohrknorpel           | etwa 2 bis 6 Monate  |
|      | Vorhaut              | etwa 4 bis 8 Wochen  |
|      | Dydoe                | etwa 3 bis 5 Monate  |
|      | Labia Minora         | etwa 4 bis 6 Wochen  |
|      | Ohrläppchen          | etwa 4 bis 8 Wochen  |
|      | Zunge                | etwa 2 Wochen        |

### Entfernen
Wird ein Piercing noch vor der abgeschlossenen Heilung herausgenommen, verklebt der Stichkanal zunächst und wächst anschließend schnell und vollständig wieder zusammen, so dass später kein Schmuck mehr eingesetzt werden kann. Ein vollständig abgeheilter Stichkanal bleibt dagegen üblicherweise erhalten, wodurch sich weiterhin Talgablagerungen darin bilden können. Häufig verengt er sich nach Entfernen des Schmucks und wächst an den Ein- und Ausstichstellen zusammen, wobei meist kleine punktförmige Narben entstehen.

## Schmuck und Materialien

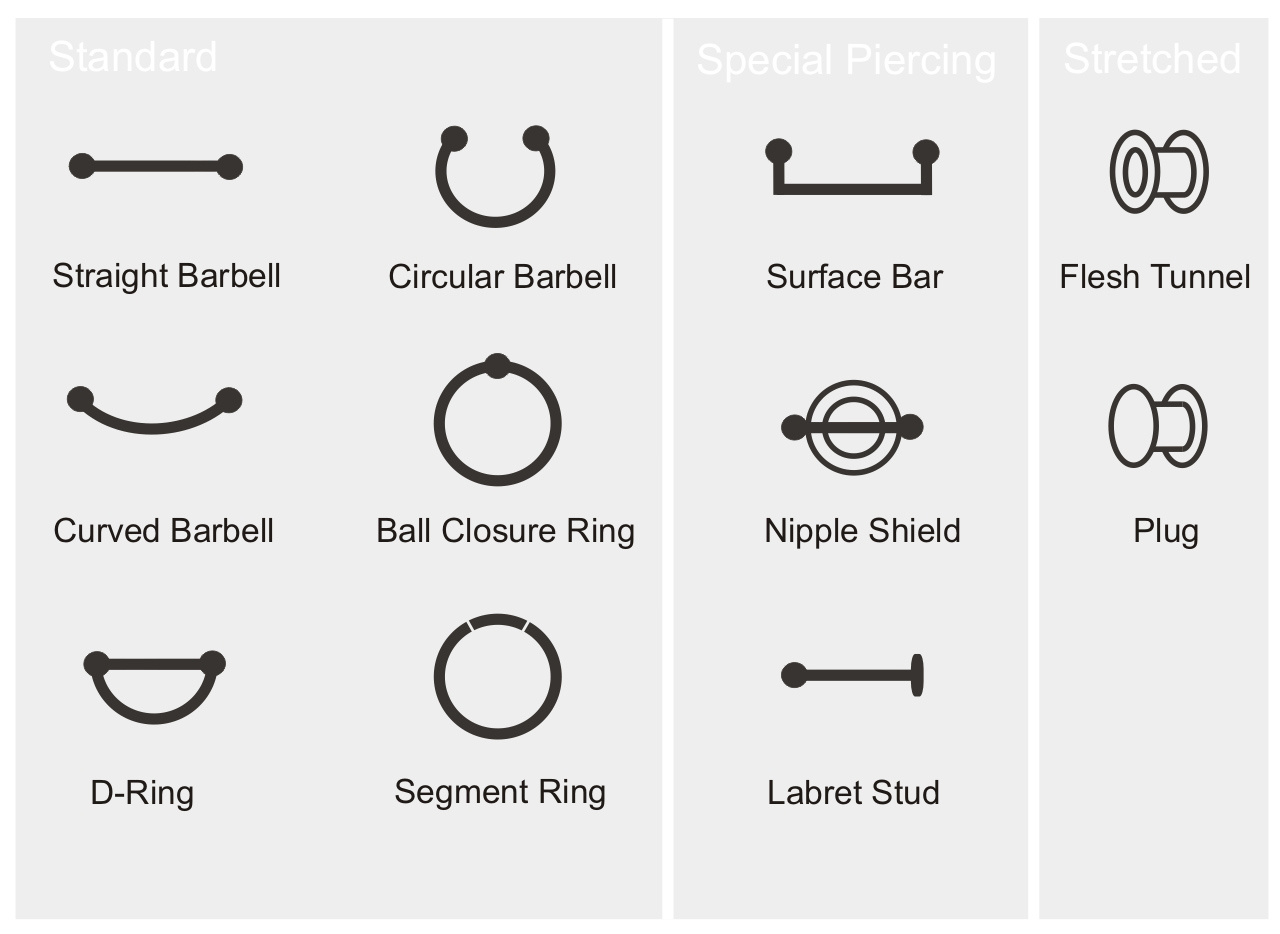
Piercing-Schmuck: verschiedene Schmuckstücke und ihre Bezeichnung (im deutschen Sprachraum haben sich die englischen Begriffe etabliert)

Zum Einsatz werden vorzugsweise verschraubbare Barbells (Stäbe mit zwei verschraubten Kugeln an den Enden) oder Ball Closure Rings mit Klemmkugel verwendet. Diese sind in verschiedenen Durchmessern und Materialstärken erhältlich. Normalerweise wird ein Piercing mit einer Drahtstärke von 1,2 Millimetern gestochen.
Geeignet sind Gold, Palladium, Platin, Niob, Titan, PTFE oder medizinischer Edelstahl. Seit einiger Zeit darf wieder 316L-Implantatstahl für den Ersteinsatz verwendet werden.
Darüber hinaus ist Schmuck aus zahlreichen weiteren Materialien wie Glas und Plastik oder organischen Materialien, wie Holz und Horn erhältlich. Dieser sollte jedoch erst bei vollständig verheilten Piercings eingesetzt werden.

## Piercingarten nach Körperbereich

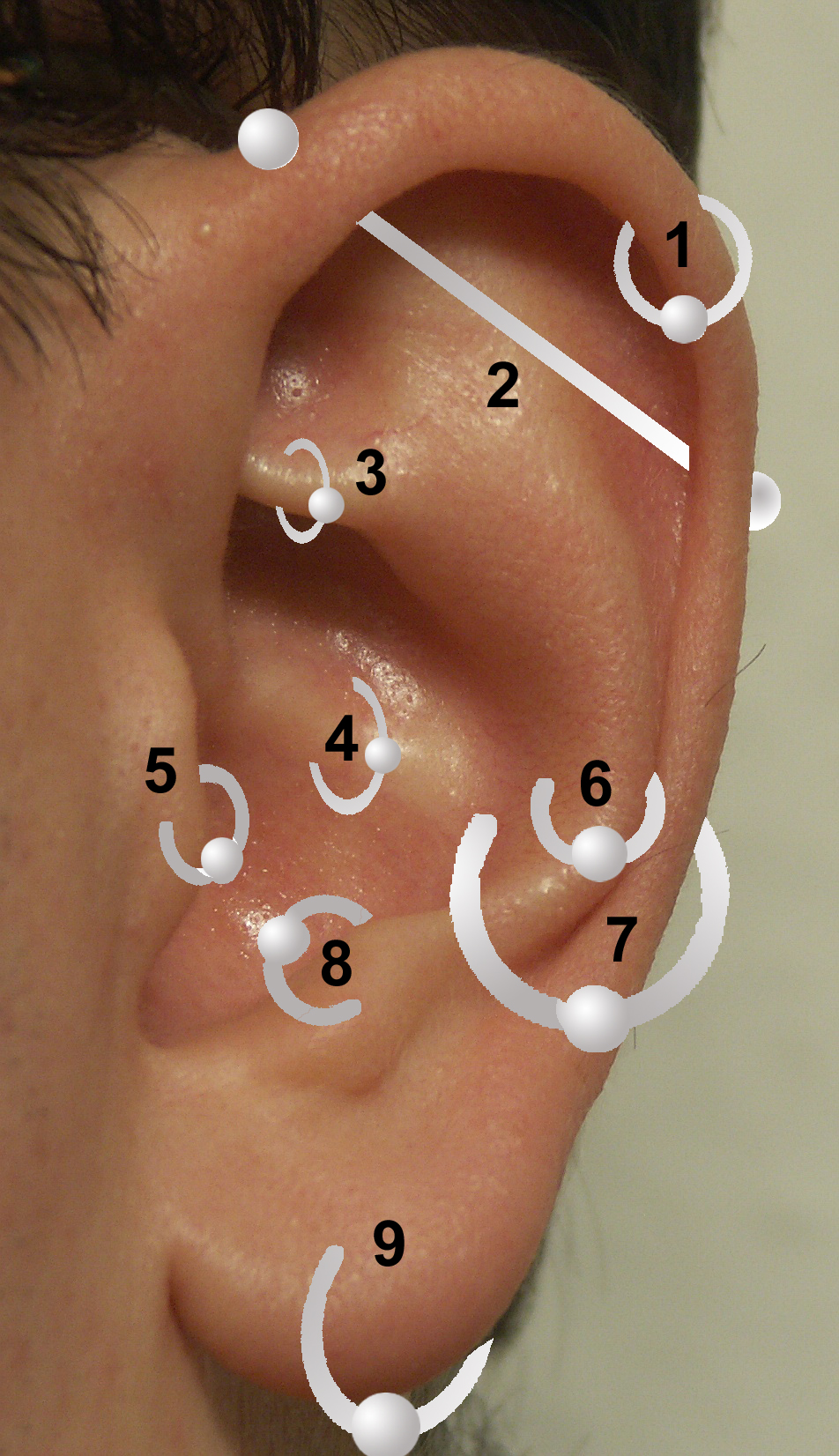
Verschiedene Ohrpiercings

### Ohren
Unter einem Ohrloch wird meist das Piercing durch das Ohrläppchen verstanden (9), jedoch kann im Ohr an zahlreichen weiteren Stellen in der Ohrmuschel Piercingschmuck angebracht werden, wobei häufig kleinere Ball Closure Ringe eingesetzt werden. Diese Piercings ziehen meistens eine langwierige Heilung mit sich.
Das Helix (1) verläuft durch das Knorpelgewebe der Ohrkante und gehört zu den häufigsten Piercings in der Ohrmuschel.
Als Industrial (2) werden zwei gegenüberliegende Helix-Piercings verstanden, die mit einem Barbell verbunden sind.
Im Anti-Helix kann das Rook (3) gestochen werden.
Der Daith (4) wird durch die waagerechte Auswölbung in der Ohrmuschel gestochen und ist bedingt durch die geringe Größe der Stelle etwas schwieriger zu stechen.
Das Tragus-Piercing (5) führt durch den Knorpelfortsatz am Eingang des Gehörkanals. An dieser Stelle ist das Knorpelgewebe dünner als beim Conch, wird jedoch aufgrund der sehr kleinen und engen Stelle beim Stechen und besonders beim Einsatz des Piercingschmucks stärker belastet.
Das Snug (6) verläuft durch die innere Knorpelauswölbung parallel zur Ohrkante.
Der Conch (7) sitzt direkt in der inneren oder äußeren Ohrmuschel. Zunehmend ist an dieser Stelle ein durch Dermal Punch heraus gestanztes Loch mit größerem Durchmesser zu sehen.
Das Anti-Tragus-Piercing (8) befindet sich entsprechend am dem Tragus gegenüberliegenden Knorpelfortsatz.
Das Lobe (9) sitzt direkt im Ohrläppchen. Es werden gerne zwei oder drei Piercings in einer Reihe gestochen. Diese Reihe folgt der Kontur des Ohrläppchens. Das letzte dieser drei Piercings ist das Upper-Lobe. Der Knorpelanteil in diesem Gewebe ist gering.

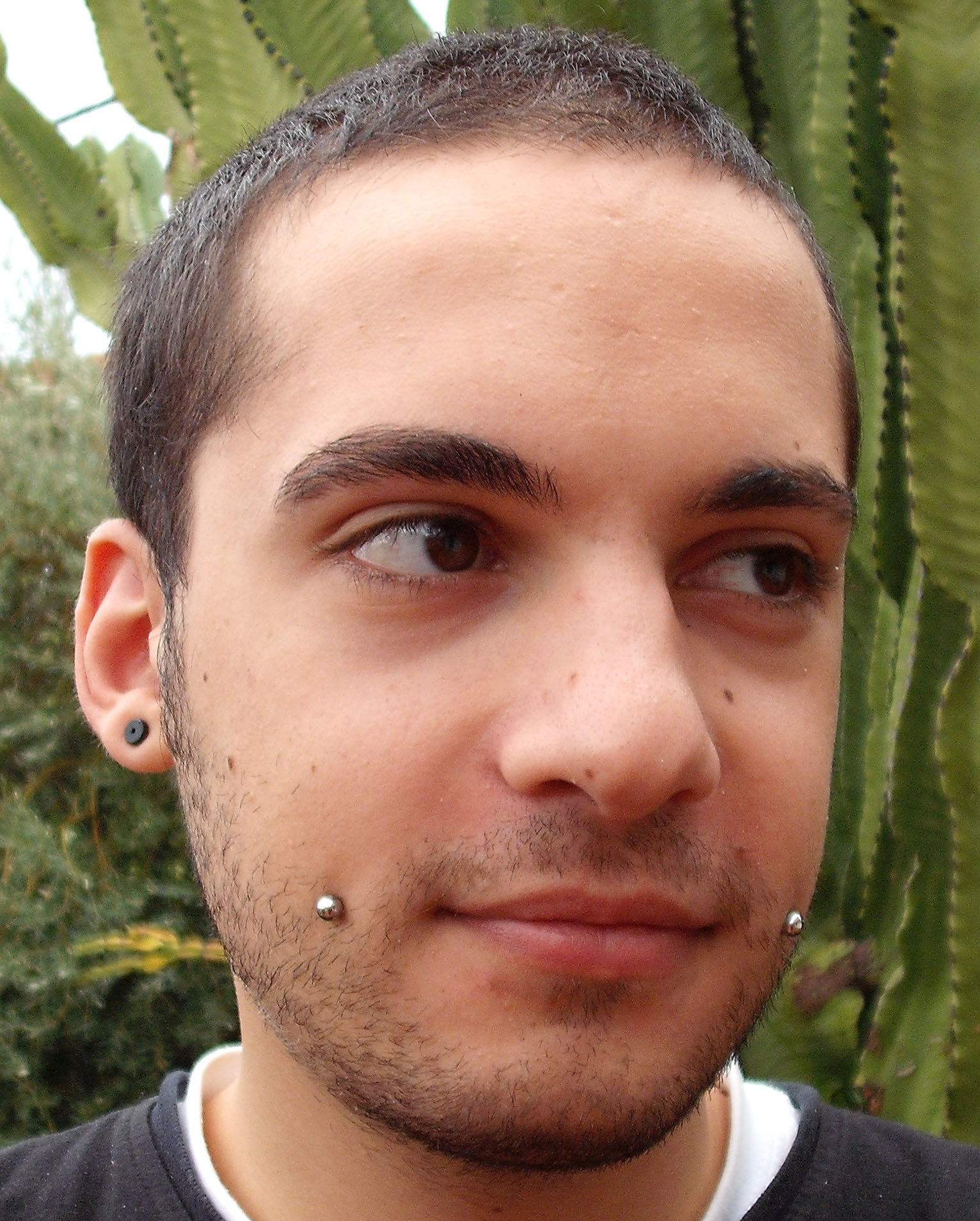
Wangenpiercings

### Gesicht
In den 1990er Jahren wurden besonders das Augenbrauenpiercing und das Labret-Piercing populär. Das Erste ist ein Oberflächenpiercing, wobei es bei entsprechender Position und Schmuckwahl weniger unter Spannung steht als klassische andere Oberflächenpiercings.

#### Lippen- und Mundbereich
Das Labret-Piercing wird meistens zentriert mit einem Labret-Pin unterhalb der Lippe getragen. Nicht zentrierte, sondern seitlich platzierte Piercings sind ebenfalls möglich. Verläuft der Stichkanal senkrecht und tritt aus dem Lippenrot aus, wird von einem Eskimo gesprochen.
Analog zum klassischen Labret-Piercing ist ein Medusa-Piercing ein zentrierter Stecker über der Oberlippe.
Das Madonna-Piercing wird meistens von Frauen getragen und ist seitlich oberhalb der Oberlippe positioniert. Optisch erinnert es an ein aufgemaltes Muttermal, wie es beispielsweise von Madonna oder Marilyn Monroe getragen wurde.
Relativ selten findet sich das Wangenpiercing, auch Cheek-Piercing genannt, für welches üblicherweise ein Labret-Stecker verwendet wird. Die Austrittsstelle des Piercings liegt auf der Wange.

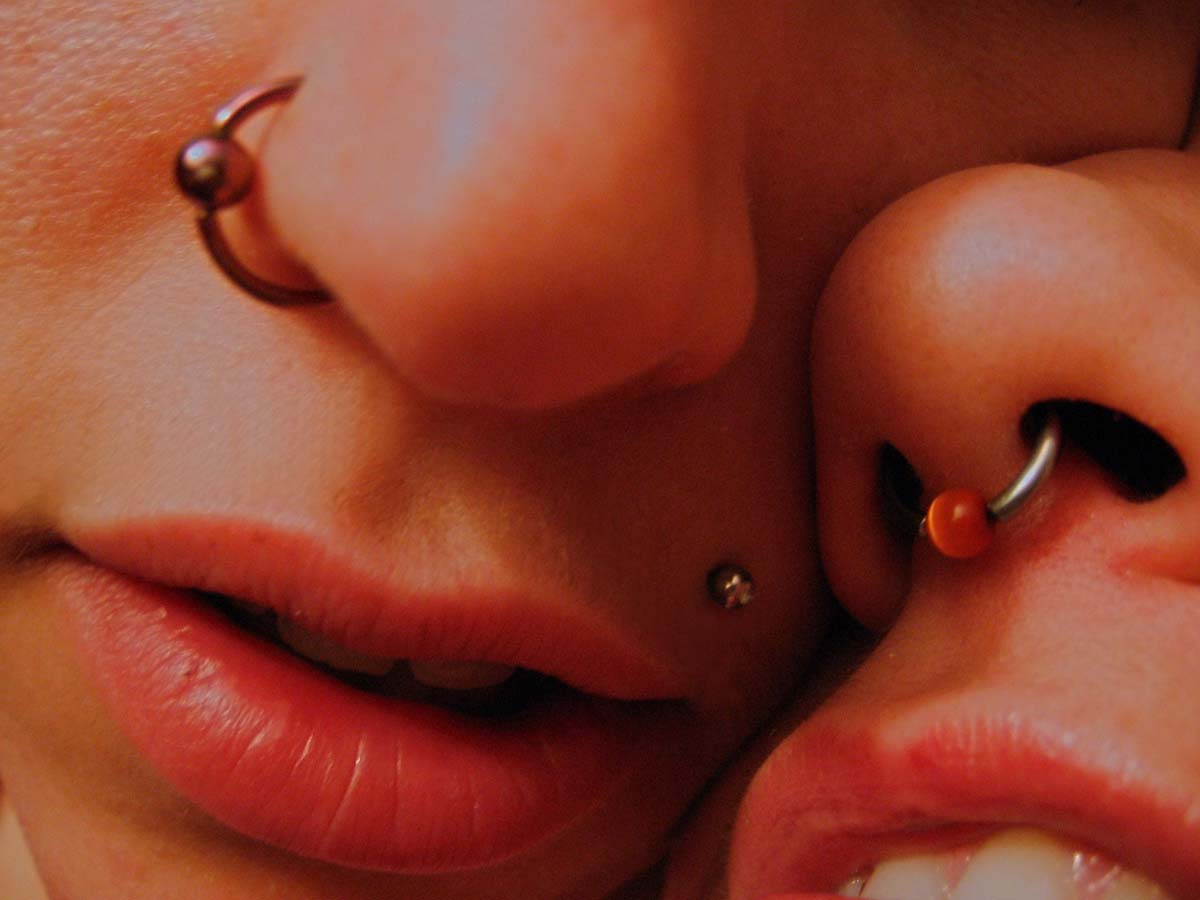
Piercings im Nasen- und Lippenbereich

Im Mund ist das senkrecht gestochene Zungenpiercing am populärsten. Eher selten und riskant ist das Uvula-Piercing, das durch das Gaumenzäpfchen gestochen wird. Ebenfalls selten zu sehen ist das Mandible-Piercing. Es sitzt vertikal im Unterkieferbereich im Mundboden unterhalb der Zunge und tritt auf der Unterseite des Kinns heraus. Zu den weniger problematischen Piercings im oralen Bereich gehören das Lippenbändchenpiercing und das Zungenbändchenpiercing.

#### Nase
Mehrere spezielle Piercings sind an der Nase möglich. Vor allem etabliert hat sich dabei das Nostril-Piercing durch den Nasenflügel, das meistens gemeint ist, wenn von einem Nasenring die Rede ist. Von der Hippie-Kultur wurde es erstmals aus Indien in den westlichen Kulturkreis übernommen.
In der Piercingszene ist jedoch das Septum-Piercing durch die Nasenscheidewand populärer. Es kann durch das Knorpelgewebe gestochen werden oder unterhalb dessen verlaufen.
Zu den seltenen Varianten gehören der Nasallang, bei dem ein Barbell durch beide Nasenflügel und die Nasenscheidewand führt, und der Austin Bar durch die Knorpelkappe auf der Nasenspitze.
Das sogenannte Bridge Piercing verläuft durch den Nasenrücken, sitzt meistens waagerecht zwischen den Augen und muss aufgrund der dort verlaufenden Gesichtsnerven besonders vorsichtig gestochen werden.

### Körperrumpf

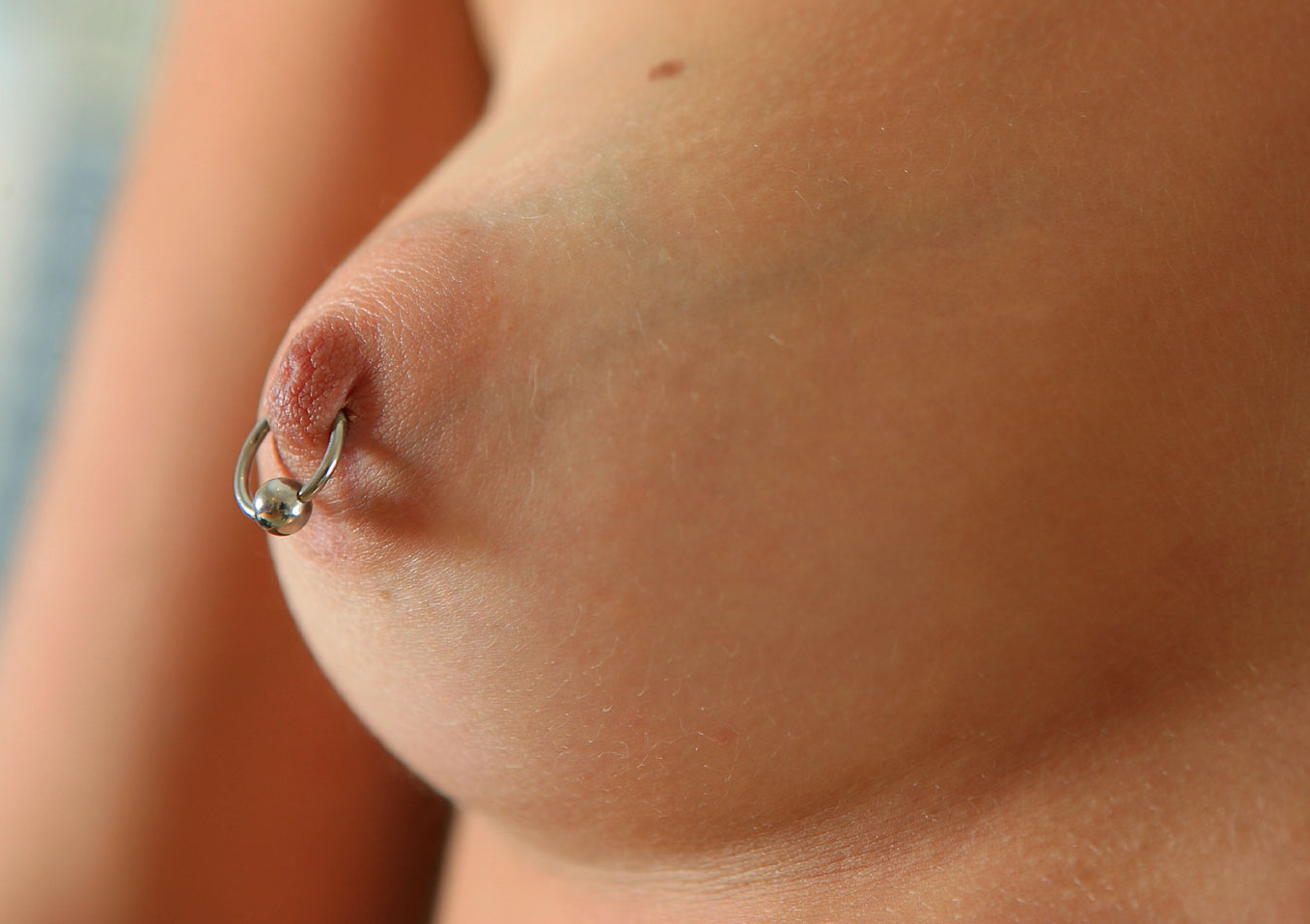
Brustwarzenpiercing

Als Schmuckpiercing und zur sexuellen Stimulation wird häufig das Brustwarzenpiercing getragen und ist mittlerweile ähnlich populär wie das vor allem von Frauen getragene Bauchnabelpiercing.
Oberflächenpiercings wie das Madison-Piercing in der Drosselgrube, das Hüftpiercing schräg am Becken in der Nähe der Hüftknochen, sowie das Handweb zwischen den Fingern sind aufgrund der problematischen Beschaffenheit der entsprechenden Körperstellen eher selten; Letzteres vor allem wegen der eingeschränkten Funktionalität der Hände. Das Korsett-Piercing auf dem Rücken besteht aus mehreren symmetrisch angeordneten Piercingreihen, wird jedoch meistens nur als temporäres Kunstpiercing gestochen.

### Genitalien
Im Genitalbereich sind bei Männern und Frauen zahlreiche Piercingvarianten möglich; die meisten unterscheiden sich auf Grund der unterschiedlichen Anatomie zwischen den Geschlechtern. Einige Piercings sind jedoch bei Männern wie Frauen möglich: das Guiche und das relativ seltene Anuspiercing. Im erweiterten Sinne kann auch das Brustwarzenpiercing zu den Intimpiercings gezählt werden.
Intimpiercings werden zunehmend nachgefragt und haben die größte Verbreitung unter jungen Frauen. Studien in den USA ergeben, dass 12–14 Prozent der College-Studenten (18–22 Jahre) ein Intim- oder Brustwarzenpiercing hatten.
Für Männer wie auch für Frauen ist das Hauptmotiv, wie bei anderen Piercings auch, der ästhetische Aspekt sowie die Individualisierung der gepiercten Körperregion. Einige Intimpiercings haben neben ihrer rein ästhetischen Funktion noch den Effekt, beim Geschlechtsverkehr zusätzliche Stimulation auszuüben und somit eine Reizsteigerung herbeizuführen. Während Intimpiercings bei Frauen nur einen Effekt auf die Trägerin selbst haben, steigern Intimpiercings beim Mann (insbesondere Ampallang sowie Apadravya) das Lustempfinden für beide Partner. In traditionellen Gesellschaften kann ein Intimpiercing als Zeichen der Bindung an einen Partner, ähnlich dem Ehering im westlichen Kulturkreis, verstanden werden.

#### Männlicher Genitalbereich

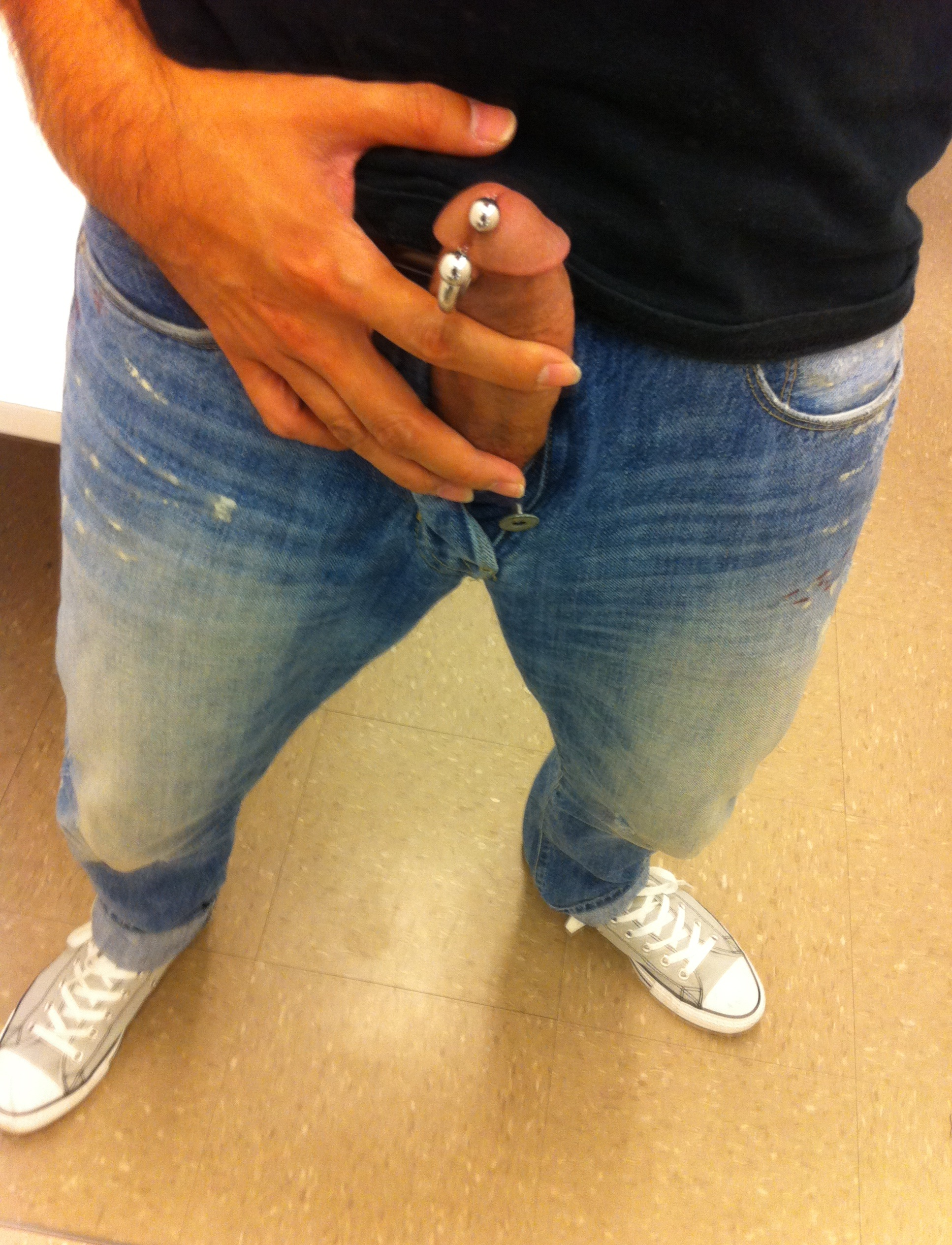
Prinz Albert Piercing

Zu den populärsten Intimpiercings bei Männern gehört das Prinz-Albert-Piercing (PA). Er verläuft von der Harnröhre ausgehend durch die untere Peniswand und wird wegen des erhöhten Tragekomforts meistens mit dickerer Materialstärke getragen.
Der Ampallang verläuft horizontal, also quer durch die Eichel. Analog dazu sitzt der Apadravya vertikal. Die kreuzweise Kombination beider wird als Magic Cross bezeichnet. Der Reverse Prinz Albert (auch: Queen Victoria) verläuft wie ein gewöhnlicher PA durch die Harnröhre, tritt jedoch oben aus der Eichel heraus und bildet somit quasi einen „halben Apadravya“.
Ein Dydoe sitzt im Eichelrand. Während bei den anderen Piercings die Heilung durch Urinkontakt gefördert wird, gestaltet sie sich hierbei etwas langwieriger.
Das Frenulumpiercing verläuft durch das Vorhautbändchen und gehört zu den unkompliziertesten männlichen Intimpiercings. Das Weiten dieses Piercings, um Schmuck mit höherer Drahtstärke einzusetzen, ist recht einfach und erhöht den Tragekomfort.
Das Pubic im Bereich oberhalb der Peniswurzel gehört zu den Oberflächenpiercings.
Ein Oetang sitzt in der Vorhaut. Es kann an beliebiger Stelle angebracht werden und wird meistens mit einem Ball-Closure-Ring getragen.
Piercings am vorderen Bereich des Hodensacks werden Hafada oder Scrotal genannt und gehören bezüglich Heilung und Pflege ebenfalls zu den unkomplizierten Intimpiercings.
Transscrotal-Piercing hingegen bezeichnet eine Körpermodifizierung, die eine Verbindung zwischen Vorder- und Rückseite des Hodensacks herstellt. Da hierbei nicht gestochen, sondern mit einem Skalpell geschnitten und anschließend gegeneinander vernäht wird, ist die Bezeichnung Piercing technisch falsch.

#### Weiblicher Genitalbereich

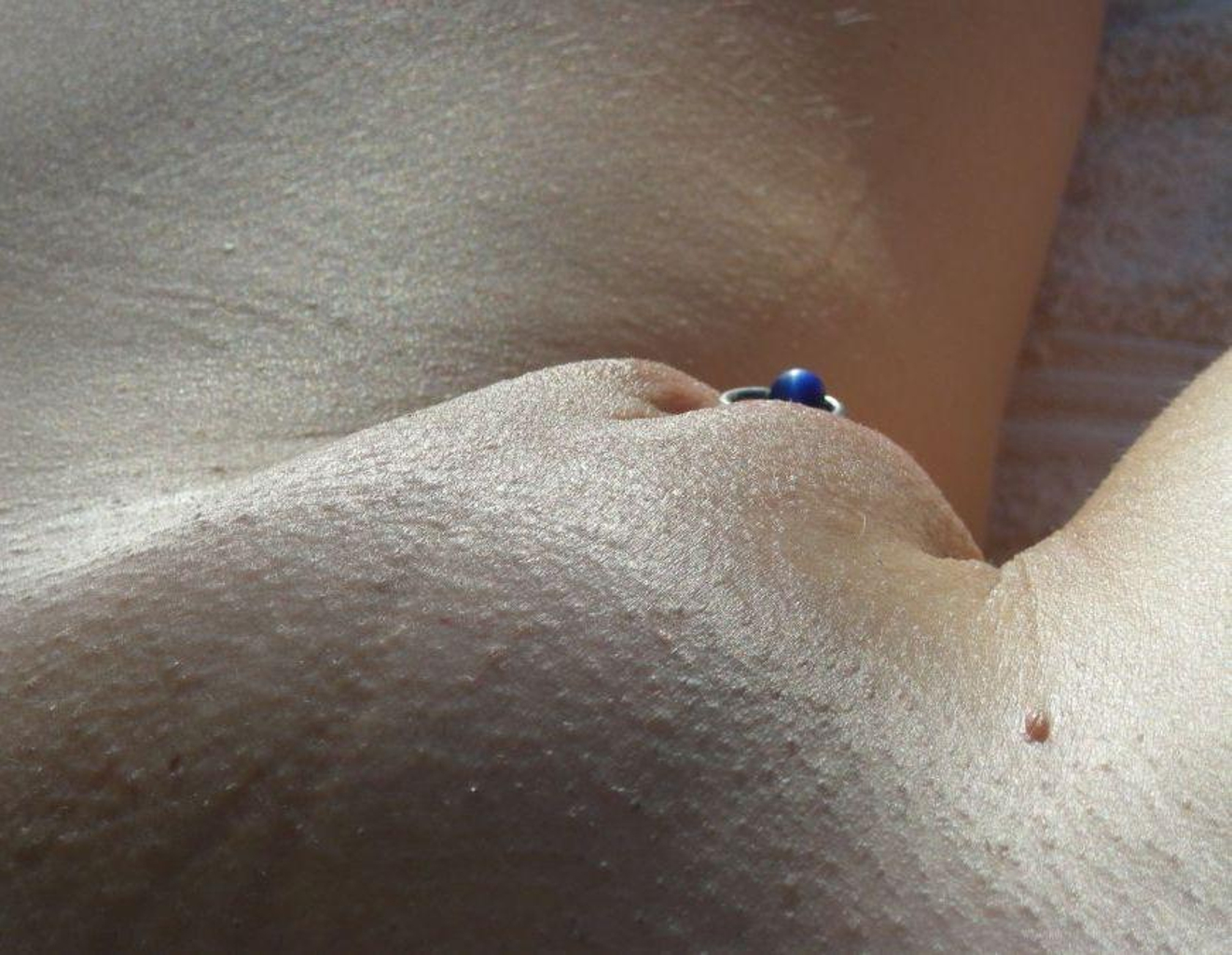
Klitorisvorhautpiercing

Die häufigsten Formen von Intimpiercings bei Frauen sind das Klitorisvorhautpiercing, das Schamlippenpiercing und das Christina-Piercing.
Bei dem Schamlippenpiercing wird zwischen Piercings in den inneren und den äußeren Schamlippen unterschieden, die unterschiedlichen Umständen bezüglich Durchführung und Heilung ausgesetzt sind.
Das Christina-Piercing ist ein Oberflächenpiercing, das vertikal in der Falte gestochen wird, an der die äußeren Schamlippen oben zusammenlaufen.
Das untere Ende des Nefertiti-Piercings endet ähnlich dem Klitorisvorhautpiercing unter der Klitorishautfalte. Es verläuft durch Klitorisvorhaut und Venushügel.
Analog zum Prinz Albert beim Mann verläuft das Prinzessin-Albertina-Piercing von der Harnröhrenöffnung zur Vaginalöffnung.
Mit zum stimulierendsten Intimpiercing der Frau zählt das Klitorispiercing. Die starke Innervation des dabei zu durchstechenden Gewebes macht es in der Durchführung risikoreicher und schmerzhafter als andere Piercings. Es kann horizontal und vertikal durch die Klitoris gestochen werden.
Das Isabella-Piercing wird vertikal unter der Klitoris platziert, ein Triangle dagegen horizontal. Beide Varianten sind sehr tief gestochene Piercings.
Ein zentriertes, senkrechtes Piercing am unteren Ende der inneren Schamlippen wird Fourchette genannt.
Relativ selten und risikoreich ist das Suitcase-Piercing, das zwischen Anus und Vagina verläuft.

## Variationen

### Geweitete Piercings

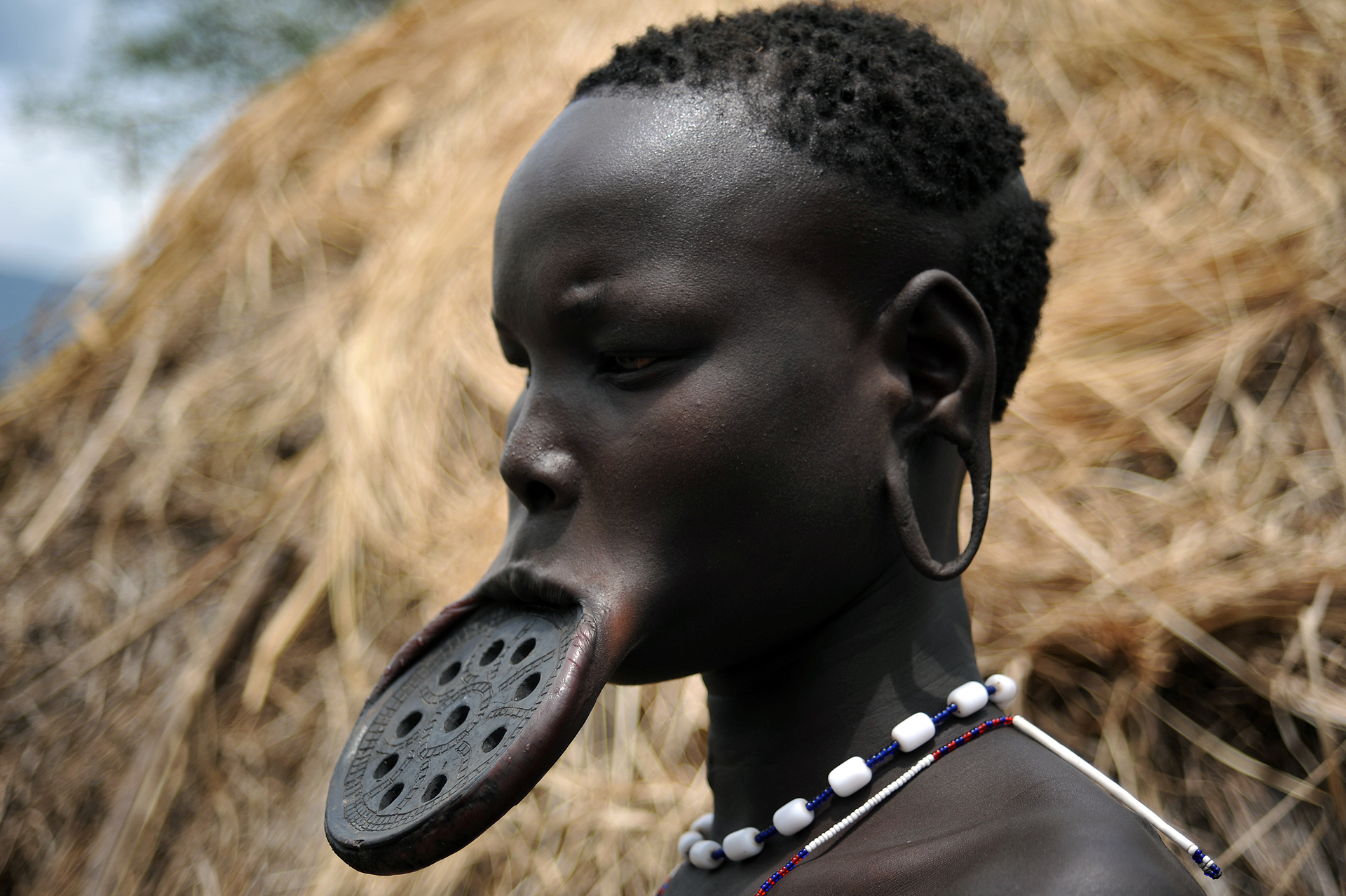
Mursi-Frau mit Lippenteller und gedehnten Ohrläppchen

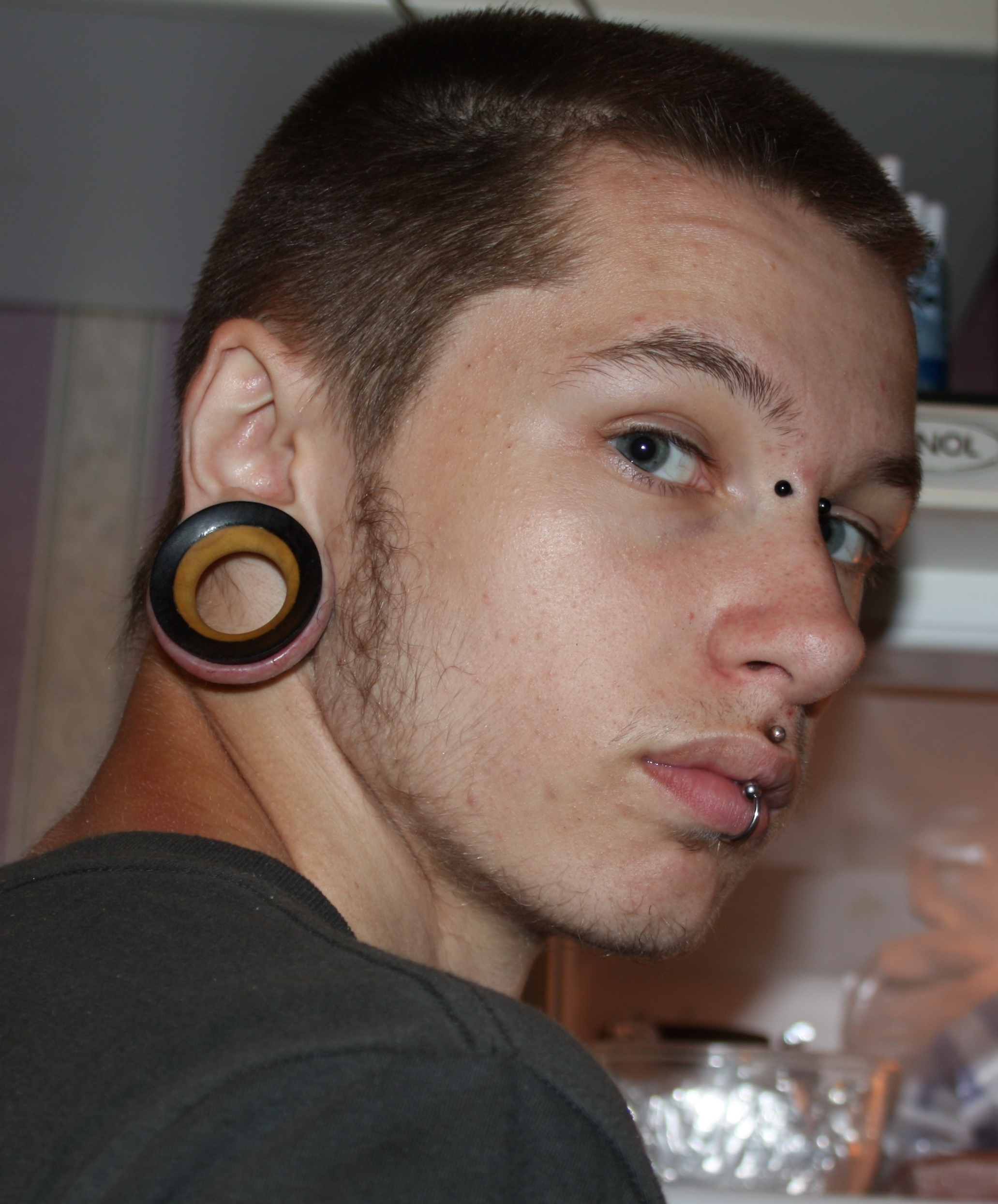
Gedehntes Lobe-Piercing mit Fleshtunnel

Um Schmuck mit größerem Durchmesser einzusetzen, kann ein Piercing vorsichtig geweitet werden. Diese Praxis ist vor allem vom Lobe-Piercing bekannt. Dabei wird meistens ein konisch verlaufender Dehnungsstift verwendet, der zuvor mit Gleitgel bestrichen und vorsichtig in den Stichkanal eingeführt wird. Der Schmuck mit größerem Durchmesser wird anschließend am Ende des Dehnungsstiftes angesetzt und hinterhergeschoben.
Um Ausstülpungen, Einrisse und ähnlichen Nebenerscheinungen (ausgefranst wirkende Lobes, auch Katzenarsch genannt, Arschlocheffekt, deutlich sichtbar bei Entfernen des Schmuckes) vorzubeugen, muss mit größter Sorgfalt und Geduld vorgegangen werden. Auch wenn es immer wieder Übereifrige gibt, welche binnen weniger Wochen ein frisches Lobe auf 20 mm bringen, ist das keinesfalls zu empfehlen. Als Leitfaden wird die Dehnung um einen Millimeter alle vier Wochen empfohlen. Das verhindert oben genannte unerwünschte Nebenerscheinungen. Zwischen diesen vier Wochen hat das gedehnte Gewebe dann genügend Zeit, um sich zu beruhigen.
Es sollte nicht verhehlt werden, dass gedehnter Schmuck pflegeintensiver ist. Durch die vergrößerte Oberfläche setzen sich Talg, Hautschuppen und alltäglicher, mikroskopisch kleiner Schmutz ab, der zu dem typischen Geruch der gedehnten Ohrlöcher führt. Man sollte also Tunnel jeden Tag reinigen oder nach Beendigung des letzten Dehnschrittes und der völligen Abheilung des gedehnten Lobes auf organische Materialien wechseln. Geeignete Materialien hierfür sind Horn, Knochen, Holz oder Perlmutt. Dies verhindert das Entstehen dieses nicht wirklich unangenehmen, aber doch deutlich wahrnehmbaren Geruches.
Auch sollten Lobes, welche noch in der Dehnphase sind, häufiger massiert und gut gepflegt werden. Das hält sie geschmeidig und erleichtert weitere nachfolgende Dehnschritte. Nach dem Dehnen sollte das Lobe für einige Zeit wie ein frisches Piercing behandelt werden.

### Oberflächenpiercings

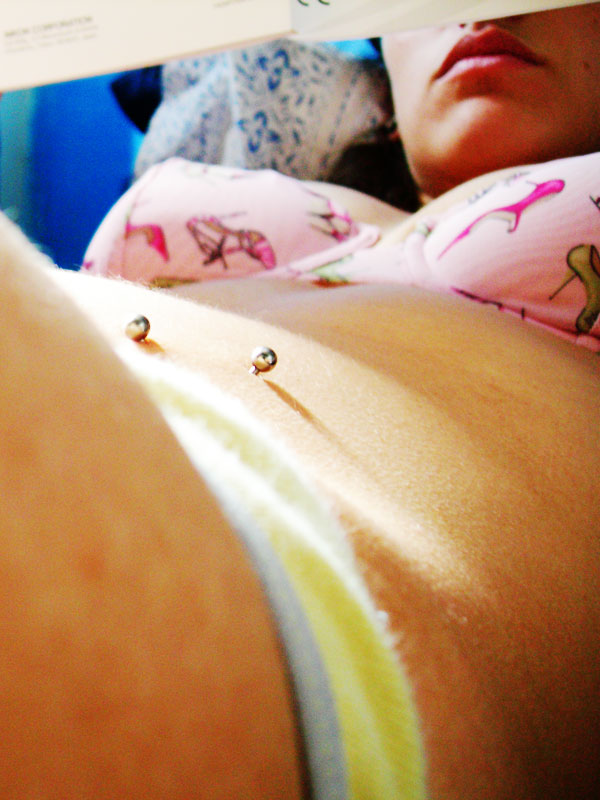
Oberflächenpiercing

Bei einem Oberflächenpiercing handelt es sich um ein Piercing, bei dem Einstich- und Austrittskanal auf einer Ebene liegen. Diese stehen meistens unter Spannung und werden häufiger vom Körper abgestoßen als andere Piercings. Beim Korsett-Piercing werden beispielsweise mehrere Oberflächenpiercings kunstvoll in mindestens zwei Reihen auf dem Rücken angebracht. Beim Dermal Anchor werden kleine Metallplatten unter die Haut implantiert, die über der Haut mit einem Gewinde abschließen, auf das gegebenenfalls verschiedene Aufsätze, wie Kugeln usw., aufgeschraubt werden können.

### Play-Piercings
Vor allem im Bereich BDSM ist das kurzzeitige Anbringen sogenannter Play-Piercings verbreitet. Hierbei werden Nadeln (Akupunkturnadeln oder Kanülen) am Körper des Bottom gesetzt, die nach dem Ende des Spiels wieder entfernt werden. Mitunter werden an den so mit dem Körper verbundenen Elementen dünne Ketten oder Fäden befestigt, um diese miteinander zu verbinden und so den Körper im Rahmen einer Bondage in einer definierten Haltung zu fixieren. Das Verletzungsrisiko ist hierbei durch ein mögliches ungewolltes Ausreißen der Piercings hoch. Oft werden an Körperpiercings leichte Gewichte befestigt, die die Bewegungen des gepiercten Bottoms in Schmerzreize umsetzen. Intimpiercings sind in der BDSM-Subkultur ebenfalls sehr verbreitet.
Die Motivation zur Durchführung von Play-Piercings kann neben Fetischismus in der erhöhten Adrenalin-Ausschüttung oder der entsprechenden Körpererfahrung begründet sein. Play-Piercings können zudem aus ästhetischen Gründen gestochen werden, beispielsweise im Rahmen von Foto-Shootings.

### Anordnung
Je nachdem, wie mehrere Piercings miteinander kombiniert oder angeordnet werden, sind diese als Orbital- oder Venom-Piercings, beziehungsweise bei mehreren in der Lippe angeordneten Piercings als Bites zu bezeichnen.
Venom-Piercings sind mehrere in der Zunge symmetrisch zueinander verlaufende Stecker.
Bei einem Orbital werden zwei Piercings mit einem Ring verbunden. So kann beispielsweise ein Ring durch zwei gegenüberliegende Vorhautpiercings geführt werden. Analog zeichnet sich das Industrial-Piercing dadurch aus, dass ein Barbell durch zwei Helix-Piercings verläuft, sowie der Nasallang der durch beide Nasenflügel und die Nasenscheidewand führt.

### Body-Suspension
Bei der Body-Suspension wird der Körper mit Haken gepierct, an denen Seile oder Ketten befestigt sind. An diesen wird der Gepiercte hochgezogen. Oft sind Body-Suspensions Teil besonderer Veranstaltungen (Conventions). Der Körper ist dabei besonderen Belastungen ausgesetzt: Starke Schmerzen, Kreislaufprobleme bis zur Ohnmacht, Infektionen, Rückenprobleme und Ausreißen gehören zu den möglichen Risiken. Body-Suspension kann wegen der Adrenalinausschüttung ein Nervenkitzel sein, aber auch als persönliche Herausforderung, besondere Körpererfahrung oder zur Bewusstseinserweiterung betrieben werden. Auch im BDSM-Bereich wird Body-Suspension gelegentlich betrieben.

## Mögliche Probleme und Gefahren
Professionell durchgeführte und gut gepflegte Piercings verursachen normalerweise keine Probleme und stellen keine Gefahr dar. Die meisten genannten Probleme treten nur in seltenen Ausnahmefällen auf oder lassen sich leicht durch einfache Verhaltensregeln verhindern. Dennoch sollten, gerade bei einem neuen Piercing, mögliche Probleme oder gesundheitliche Komplikationen mit bedacht werden.

### Gesundheitliche Probleme
Wird ein Piercing nicht fachgerecht vorgenommen, kann es zu verschiedenen Komplikationen kommen. Wird es unter Einfluss von Koffein oder Alkohol und anderen Drogen, sowie gerinnungshemmenden Medikamenten gestochen, können der Kreislauf und die Blutgerinnung beeinträchtigt werden.
Bei allen Formen des Piercings kann es zu lokalen Schwellungen und leichten Blutungen kommen, die meistens nach einer Weile abklingen. Piercings durch den Ohrknorpel führen leicht zu Entzündungen. Beim Augenbrauen- und beim Nasenflügelpiercing können Ausläufer des Trigeminusnervs getroffen werden. Unter Umständen kann ein Piercing zu einer Phlegmone führen.
Infektionen der Augen können in einigen Fällen auf eine Infektion des Piercings zurückzuführen sein. Erreger kommen beim Wechseln oder Reinigen des Piercingschmucks an die Hände der Gepiercten und von dort beim Ein- oder Aussetzen auf Kontaktlinsen in die Augen, wo sie beispielsweise eine Bindehautentzündung auslösen können. Häufig schieben Patienten bei Infektion den Arztbesuch auf. Sie befürchten die Entfernung des Piercings oder zumindest Kommentare, da manche Ärzte dies als vorsätzliche Körperbeschädigung ansehen, und wenden sich stattdessen an das Piercingstudio.
Bei Temperaturen unter minus zehn Grad Celsius kann es bei offen getragenen Piercings aus Metallschmuck zu Erfrierungen kommen, da Metall Wärme besser ableitet als organisches Gewebe. Hiervon sind insbesondere Piercings im Gesichtsbereich betroffen.

#### Probleme bei Piercings im Mundbereich

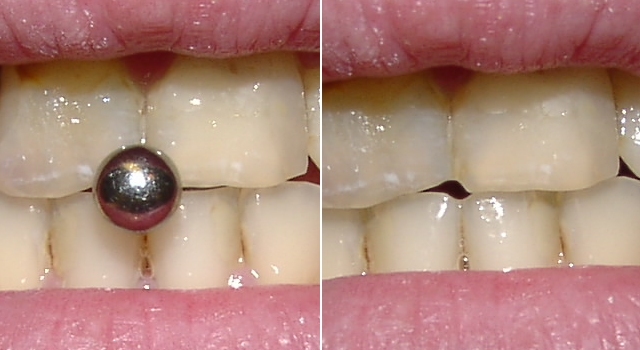
Piercingschaden an den mittleren unteren Frontzähnen

Piercings im Mundbereich (Zunge, Lippe, Lippenbändchen) bergen ein hohes langfristiges Gefahrenpotential für Zähne und Zahnhalteapparat. Der Schmuckknopf eines Zungenpiercings führt relativ häufig zu Traumatisierungen der zungenwärts gelegenen Zahnhöcker, was zu Zahnfrakturen und Absterben des Zahnmarks führen kann. Die innen gelegene Konterplatte von Lippenpiercings drückt bei ungünstiger Lokalisation bei jeder mimischen Bewegung auf das Zahnfleisch und den darunter liegenden sehr dünnen Alveolarknochen. Da Knochen auf Druckbelastung schwinden, kann es so zu Zahnlockerungen bis hin zum Zahnverlust kommen. Ähnliches gilt für Piercings des Lippenbändchens.
Bei Verwendung von nichtmetallischem Schmuck, beispielsweise aus Acryl, Horn oder PTFE, ist die Gefahr von Zahnschäden aufgrund der geringeren Härte des Materials zwar geringer, das Risiko von Knochenschwund bleibt jedoch unverändert hoch.

#### Probleme bei Intimpiercings
Ein nicht vollständig abgeheiltes Intimpiercing erhöht, wie jede andere offene Wunde im Genitalbereich, die Gefahr einer Ansteckung mit sexuell übertragbaren Krankheiten, wie zum Beispiel Hepatitis B, Hepatitis C oder HIV. Bei nicht verheilten Intimpiercings ist deswegen das Tragen eines Kondoms zu empfehlen.
Beim Prinz-Albert-Piercing wird der Ring durch den Ausgang der Harnröhre zur unteren Seite der Eichel des Penis gezogen. Zu dünne Ringe bis etwa zwei Millimeter Materialstärke bergen die Gefahr des „Käseschneidereffekts“: Bei mechanischer Belastung kann der Schmuck durch das Gewebe schneiden; das Piercing reißt aus, was zu einer Subinzision führt. Bei ausreichender Materialstärke kann ein Prinz Albert jedoch recht belastbar sein. Bei zu engen Ringen kann es zu Quetschungen kommen.
Bestimmte Piercings können die Schamhaarentfernung erschweren (Piercings der äußeren Schamlippen, Nefertiti und Christina bei Frauen, Pubic und Hafada bei Männern). Bei Rasur oder Brazilian Waxing ist es mitunter schwer, den Bereich unmittelbar um den Schmuck zu enthaaren. Verbleibende Haare lassen sich dort besser mit einer Pinzette entfernen. Gerade bei unverheilten Piercings können Keime in den Stichkanal gelangen, wenn der Rasierer nicht nach jeder Rasur intensiv gereinigt wird. Bei verheilten Piercings stellt dies weniger ein Problem dar, weil der Schmuck vor der Enthaarung entfernt werden kann.
Piercings im Dammbereich können bedingt durch längeres Sitzen dauerhafte Entzündungen verursachen. Ferner sind Fälle von Fournier-Gangrän nach Genitalpiercings beschrieben worden.

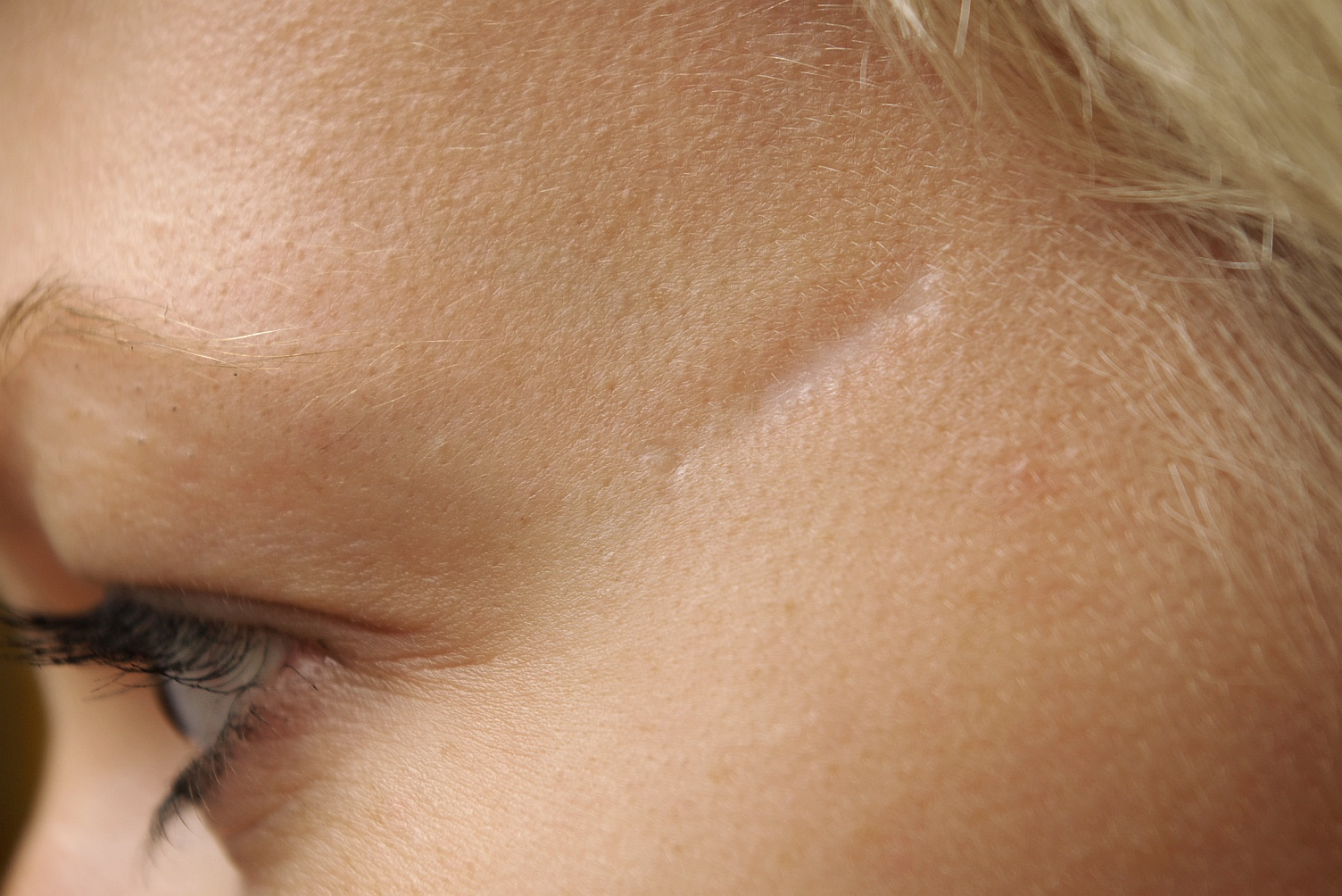
Vernarbung eines Oberflächenpiercings an der Schläfe

#### Herauswachsen von Piercings
Unter Umständen können Piercings vom Körper abgewiesen werden, aus dem Bindegewebe herauswachsen und eine Narbenbildung verursachen. Besonders häufig passiert dies bei unter Spannung stehenden Oberflächenpiercings.

### Piercings bei Sicherheitskontrollen (Metalldetektor)
Den offiziellen Erklärungen der Hersteller zufolge reagieren die Geräte, welche bei Sicherheitskontrollen an Flughäfen und bestimmten Gebäuden zum Einsatz kommen, nicht auf Piercings. Die in normalem BCR- oder Barbellschmuck befindliche Metallmenge liegt üblicherweise unter dem als Alarmschwelle vorgegebenen Wert, der Metallanteil ist meist geringer als in einem Reißverschluss oder einem Hosenknopf. Liegen jedoch mehrere Piercings nahe beieinander oder es wird größerer Schmuck wie beispielsweise ein Nippleshield getragen, kann dies einen Metalldetektor auslösen. Somit ist das Auslösen eines Metalldetektors durch Brustwarzenpiercings unter normalen Bedingungen möglich, jedoch nur bei sehr empfindlichen Geräten.
Neben der Größe und dem Metallgehalt des Schmucks sind der Typ des Detektors (während die großen Rahmendetektoren üblicherweise nicht auf Piercings reagieren, sind die mobilen Handgeräte empfindlicher) sowie die vom Sicherheitspersonal eingestellten Schwellenwerte entscheidend. In aller Regel ergeben sich durch ein „piependes“ Piercing keine Probleme, unter Umständen muss das Piercing jedoch dem Sicherheitspersonal vorgezeigt werden (je nach Position des Piercings in einem separaten Raum).
Die für Flughafenkontrollen zuständige US-Behörde Transportation Security Administration musste im März 2008 bei einer Frau öffentlich um Entschuldigung bitten, nachdem diese genötigt worden war, vor dem Flug ihre Brustwarzenpiercings zu entfernen, um die Sicherheitskontrolle passieren zu können.

### Piercings und bildgebende Verfahren

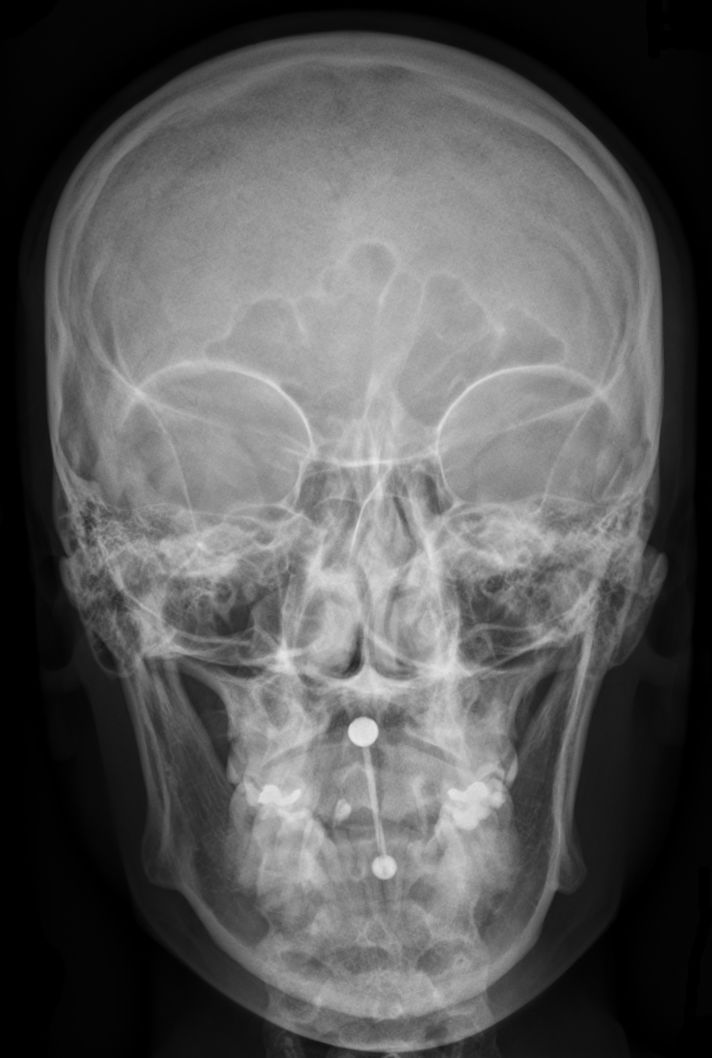
Zungenpiercing auf einer Röntgenaufnahme

Im medizinischen Bereich kommen zunehmend bildgebende Verfahren, wie Magnetresonanztomographie oder Computertomographie zum Einsatz, welche mittels gezielter Röntgenstrahlung oder starker Magnetfelder einen Blick ins Innere des Körpers ermöglichen. Hierbei können Piercings unter Umständen ein Problem darstellen. Dies gilt jedoch nur für Piercingschmuck aus ferromagnetischem Metall, andere Materialien (Acryl, PTFE, Titan, organische Stoffe) stellen keine Einschränkungen dar.
Bei mit Röntgenstrahlen operierenden Geräten wie einem Computertomographie-Scanner kann ein Piercing unter Umständen eine darunterliegende Stelle verdecken und für die Bildgebung unsichtbar machen (beispielsweise kann ein Brustwarzenpiercing in einer radiologischen Untersuchung einen in unmittelbarer Nähe liegenden Tumorknoten verdecken und unerkannt lassen).
Im Fall von mit Magnetfeldern arbeitenden Geräten (Magnetresonanztomographie) besteht einerseits die Möglichkeit, dass der Schmuck sich stark erhitzt, zum anderen wird eine hohe Zugkraft auf den Schmuck ausgeübt, was im schlimmsten Fall zum Ausreißen führen kann. Um Schmerzen und Verletzungen zu vermeiden, sollte der Schmuck vorher entfernt werden (sofern dieser ferromagnetisches Metall enthält).

### Piercings und Blutspenden
Da durch Piercings übertragene Infektionskrankheiten bei einer Blutspende weitergegeben werden können, wird wegen der diagnostischen Lücke zwischen einem neu gestochenen Piercing und der Blutspende ein zeitlicher Abstand von mehreren Monaten vorausgesetzt, um die Infektionsgefahr möglichst auszuschließen. Im Einzelfall muss berücksichtigt werden, ob es bei dem frisch gestochenen Piercing zu unerwünschten Nebenwirkungen wie Entzündungen gekommen war. Der Mindestzeitraum zwischen einem Piercing und der Blutspende variiert je nach Region und nach durchführender Institution. (Siehe auch: Ausschlusskriterien bei der Blutspende)

### Schwangerschaft, Geburt und Stillzeit

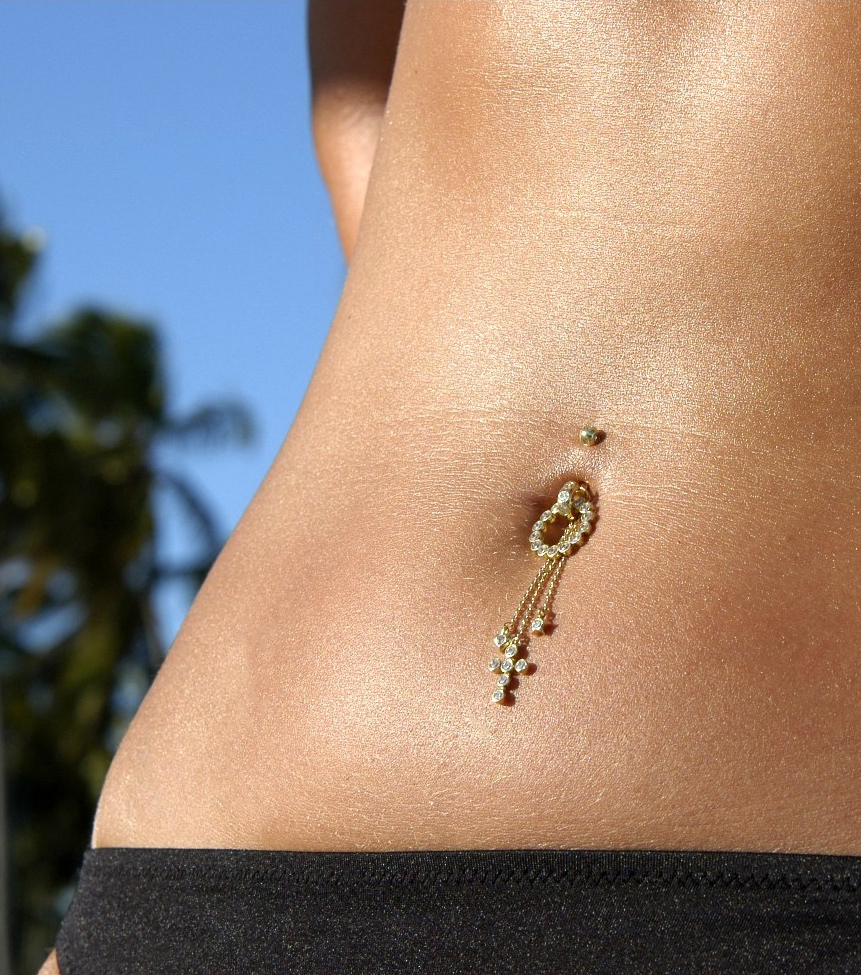
Bauchnabelpiercing

Während der Schwangerschaft kann es zu Problemen mit Bauchnabelpiercings kommen. So kann es bei einigen Frauen durch die Dehnung des Gewebes zu einem verstärkten Druck auf das Piercing bis zum Herauswachsen desselben kommen. Dies lässt sich durch den Einsatz von flexiblem PTFE-Schmuck umgehen. Sollte dies nicht helfen, kann der Schmuck (bei einem verheilten Piercing) bis nach der Geburt entfernt werden.
Vor der Geburt sollten Intimpiercings entfernt werden. Somit lässt sich eine Verletzung des Neugeborenen und einem Ausreißen des Schmucks vorbeugen. Dies gilt für alle Piercings im Bereich des Vaginaleingangs. Eine Entfernung von Christina-Piercings ist unter Umständen nicht nötig, was jedoch vorher mit einem Arzt oder einer Hebamme abgeklärt werden sollte.
Die mitunter geäußerte Befürchtung, ein Brustwarzenpiercing würde die Fähigkeit zum Stillen beeinträchtigen, trifft nicht zu. Jedoch sollte während des Stillvorgangs der Schmuck entfernt werden.

## Rechtliche Situation

### Deutschland
Gepierct werden darf in Deutschland grundsätzlich jeder. Der Piercingvorgang ist rechtlich gesehen eine Körperverletzung, die prinzipiell strafbar sein kann. Deshalb muss der Klient üblicherweise vor dem Piercen eine schriftliche Einverständniserklärung abgeben, die den Piercer vor rechtlichen Folgen diesbezüglich befreit. Diese Erklärung ist jedoch unwirksam, sofern vor dem Eingriff nicht ausführlich über die Risiken des Piercings aufgeklärt wurde.
Der Piercer hat Beratungspflicht. Weist der Piercer nicht auf mögliche negative Folgen des Piercings, insbesondere etwaige Entzündungen oder Nervenschädigungen hin, kann dieser belangt werden. In einem Fall, bei dem bei einer Klientin die Teilamputation der Zunge drohte, wurde der Piercer zu 300 Euro Schmerzensgeld verurteilt. (Amtsgericht Neubrandenburg, AZ 18 C 160/00)
Das Piercen befindet sich aus gesetzlicher Sicht in einer Grauzone. Wer Piercings vornehmen darf und wer nicht, ist nicht klar definiert. Das Verwaltungsgericht Gießen kam mit Urteil vom 9. Februar 1999 (AZ 8 G 2161/98) zu dem Schluss, dass der Piercingvorgang, gleichgültig, ob dabei lokale Anästhesie eingesetzt wird oder nicht, ausschließlich von Personen mit entsprechendem Fachwissen durchgeführt werden darf. So sei mindestens eine Ausbildung zum Heilpraktiker nötig, um Piercings setzen zu dürfen.
Oben genanntes Urteil wurde in nächster Instanz vom Hessischen Verwaltungsgerichtshof mit Urteil vom 2. Februar 2000 (AZ 8 TG 713/99) insofern bestätigt, als zumindest für das Piercen mit lokaler Anästhesie mittels Injektion eines Betäubungsmittels, Personal mit entsprechender Kompetenz (Heilpraktiker, Arzt) vorausgesetzt wird.

#### Piercing bei Minderjährigen
Bei Minderjährigen unter 18 Jahren ist ein schriftliches Einverständnis eines Erziehungsberechtigten notwendig, aber nicht hinreichend. Entscheidend ist die geistige Reife des Jugendlichen. Einige Studios führen unabhängig von gesetzlichen Verpflichtungen keine Piercings an Personen unter einem bestimmten Alter durch.
Der Berufsverband der Kinder- und Jugendärzte hält Piercings und Tätowierungen für bedenklich und fordert daher ein gesetzliches Verbot dieser Eingriffe bei Minderjährigen.
„Piercings und Tätowierungen können Entzündungen, Verletzungen und andere Komplikationen verursachen. Der Gesetzgeber sollte Minderjährige vor diesen Verletzungen der körperlichen Unversehrtheit und ihren oft nachhaltigen Folgen schützen“, so  Wolfram Hartmann, Präsident des BVKJ e. V.

#### Kostenbeteiligung bei Komplikationen
Ärzte und Krankenhäuser unterliegen nach § 52 Abs. 2 SGB V einer Anzeigepflicht von Folgeerkrankungen medizinisch nicht notwendiger Behandlungen. Bei einem Piercing handelt es sich um eine solche medizinisch nicht indizierte Maßnahme. Gesetzlich versicherte Patienten sind daher an den Kosten einer entstandenen Komplikation, einschließlich des Krankentagegeldes, in angemessenem Rahmen zu beteiligen.
Außerdem besteht bei Arbeitsunfähigkeit kein Anspruch auf Entgeltfortzahlung, denn der Arbeitgeber hat nur das normale Krankheitsrisiko des Arbeitnehmers zu tragen.

### Österreich
In Österreich muss die zu piercende Person mindestens 14 Jahre alt sein. Bei Minderjährigen ist eine Einwilligung der gesetzlichen Vertreter erforderlich, wenn nicht zu erwarten ist, dass das Piercing innerhalb von 24 Tagen verheilt.

### Schweiz
Es ist in der Schweiz bei Minderjährigen kein klares Alter für das Stechen von Piercings festgeschrieben. Die Minderjährigen müssen aber urteilsfähig sein. Die Urteilsfähigkeit wird oft ab 14 Jahren angenommen. Studios in der Schweiz stechen aber oft keine Piercings bei Minderjährigen, meist muss ein Erziehungsberechtigter anwesend sein. Bei urteilsunfähigen Minderjährigen ist die Zustimmung der gesetzlichen Vertreter notwendig (Art. 16 und Art. 19c ZGB).

### Andere Länder
In den meisten westlichen Ländern dürfen Piercings bei nicht volljährigen Personen nur mit schriftlichem Einverständnis der Eltern gestochen werden. In Australien sind Intimpiercings generell erst ab 16 Jahren erlaubt.

### EU-Vorgaben zum Nickelgehalt im Schmuck
Nach der Richtlinie 94/27/EG (Nickelrichtlinie) vom 30. Juni 1994 durfte für den Ersteinsatz kein nickelhaltiger Schmuck verwendet werden. In der Richtlinie blieb zunächst unberücksichtigt, dass nicht der Nickelgehalt, sondern dessen Abgabemenge ausschlaggebend für allergische Reaktionen ist. Der bis dahin meistens verwendete Edelstahl 316L war demzufolge nicht mehr zugelassen, da dessen Nickelgehalt mit 10 Prozent bis 14 Prozent die in der Richtlinie vorgegebene Werte deutlich überstieg. Stattdessen wurde anschließend vor allem auf Titan ausgewichen. Da die Oberfläche von Titan jedoch auch nach intensiver Politur mehrere Unebenheiten aufweist, welche die Ansiedlung von Mikroben und somit Entzündungen begünstigen, galt Stahl trotz der Richtlinie weiterhin als besser geeignetes Material für den Ersteinsatz. Am 27. September 2004 wurde die Richtlinie dahingehend geändert, wonach sich die Obergrenzen für Nickel an der Nickelfreisetzung orientieren. Somit ist Edelstahl wieder als Erststecker zugelassen. Demzufolge geeignet sind Edelstahl (316L), Titan, Niob und PTFE, also Materialien, deren Nickelfreisetzung fünf Nanogramm pro Quadratzentimeter und Woche durch Abrieb nicht übersteigt.
Die Nickelrichtlinie wurde 2009 durch die heute gültige Verordnung (EG) Nr. 1907/2006 (REACH), welche fortwährend aktualisiert wird.

## Verbände
Mit der zunehmenden Verbreitung begannen auch unerfahrene Piercer das Stechen auszuführen, worauf im Jahr 1994 in den USA die Association of Professional Piercers (APP) gegründet wurde, die es sich zur Aufgabe macht, Mindeststandards für das Gewerbe festzulegen. Mittlerweile existieren weitere Berufsverbände und Lobbyorganisationen. Beispielsweise die 1997 gegründete Erste Organisation Professioneller Piercer (OPP e. V.). Der Verein engagierte sich unter anderem für eine anerkannte einjährige Ausbildung zum Piercer und möchte durch strenge Aufnahmebedingungen und Kontrollen der Mitglieder Qualitätsstandards garantieren.
2006 gründete sich die European Association for Professional Piercing (EAPP), um „im Sinne seiner Mitglieder zukünftig bei der Gestaltung neuer EU Verordnungen und Gesetze maßgeblich beteiligt zu sein“. Zudem wurden verschiedene Seminare angeboten. Der Verband änderte in den Folgejahren seinen Namen in DGP und ist mittlerweile (Stand März 2019) nicht mehr aktiv.
2015 gründete sich in Deutschland der VPP – Verband Professioneller Piercer e. V. Es handelt sich dabei um einen Zusammenschluss hochspezialisierter Piercer. Zu den selbstformulierten Zielen des Verbandes gehört die umfangreiche Aufklärung der Kunden zu sämtlichen Bereichen rund um Piercings und Bodymodification sowie dem internen Austausch, Weiterbildung und Unterstützung der Mitglieder untereinander. Des Weiteren sollen verbandseigene Qualitätsstandards erstellt werden. Der Verband organisiert regelmäßige, deutschlandweite Stammtische und war an der Entstehung der ersten europaweit anerkannte und nach EurasCert zertifizierten Hygieneschulung für Piercer beteiligt.

## Piercing in der Kunst

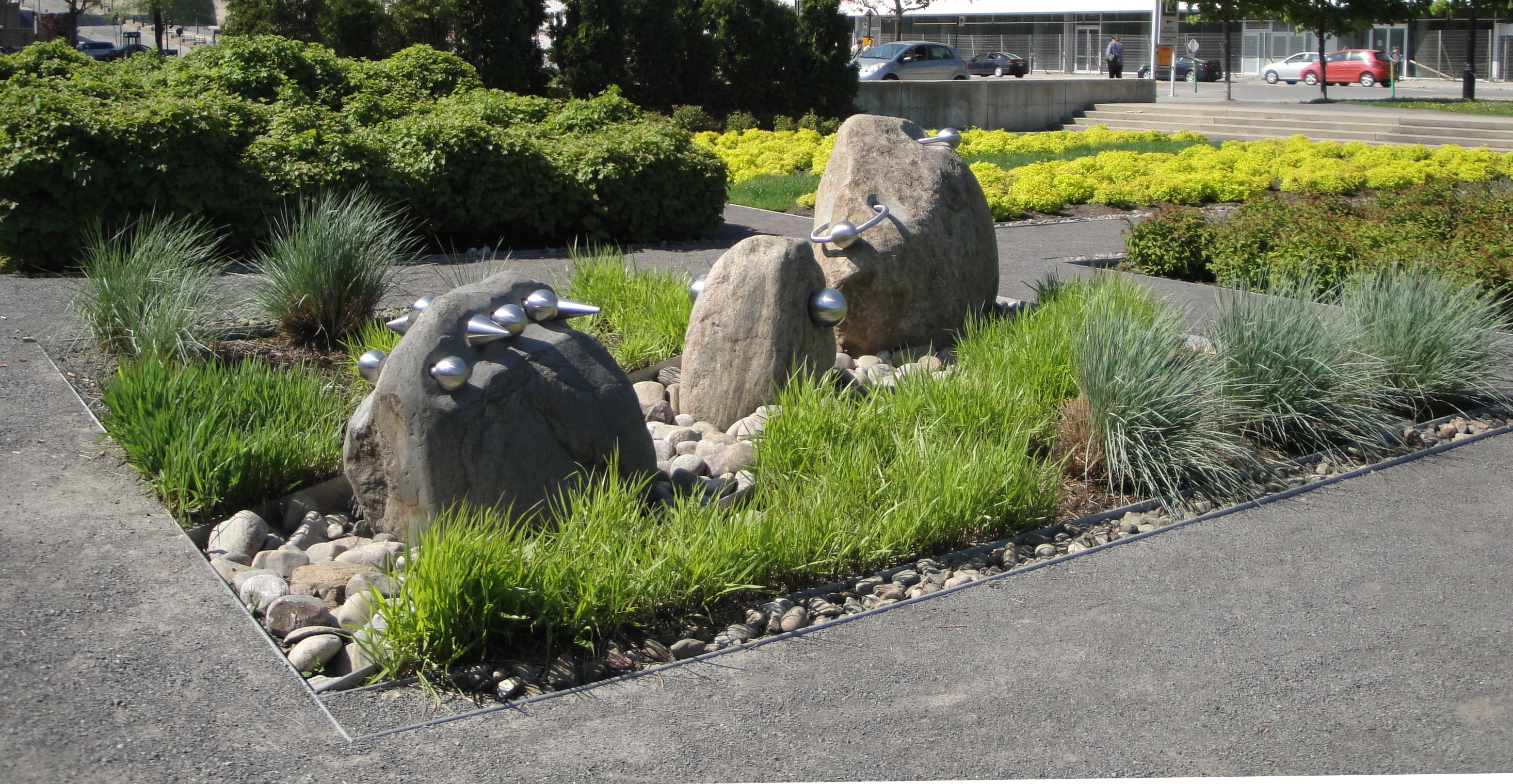
Skulpturen „Jardin Punk“

Im Garten der Grande Bibliothèque der Bibliothèque et Archives nationales du Québec befinden sich drei Steinskulpturen mit dem Namen „Jardin Punk“ (deutsch: „Punker-Garten“) des 1956 in Rimouski geborenen Künstlers Roger Gaudreau. Die Steine sind mit überdimensionalem Piercingschmuck durchbohrt. Das Kunstwerk wurde 2005 errichtet.

## Rekorde

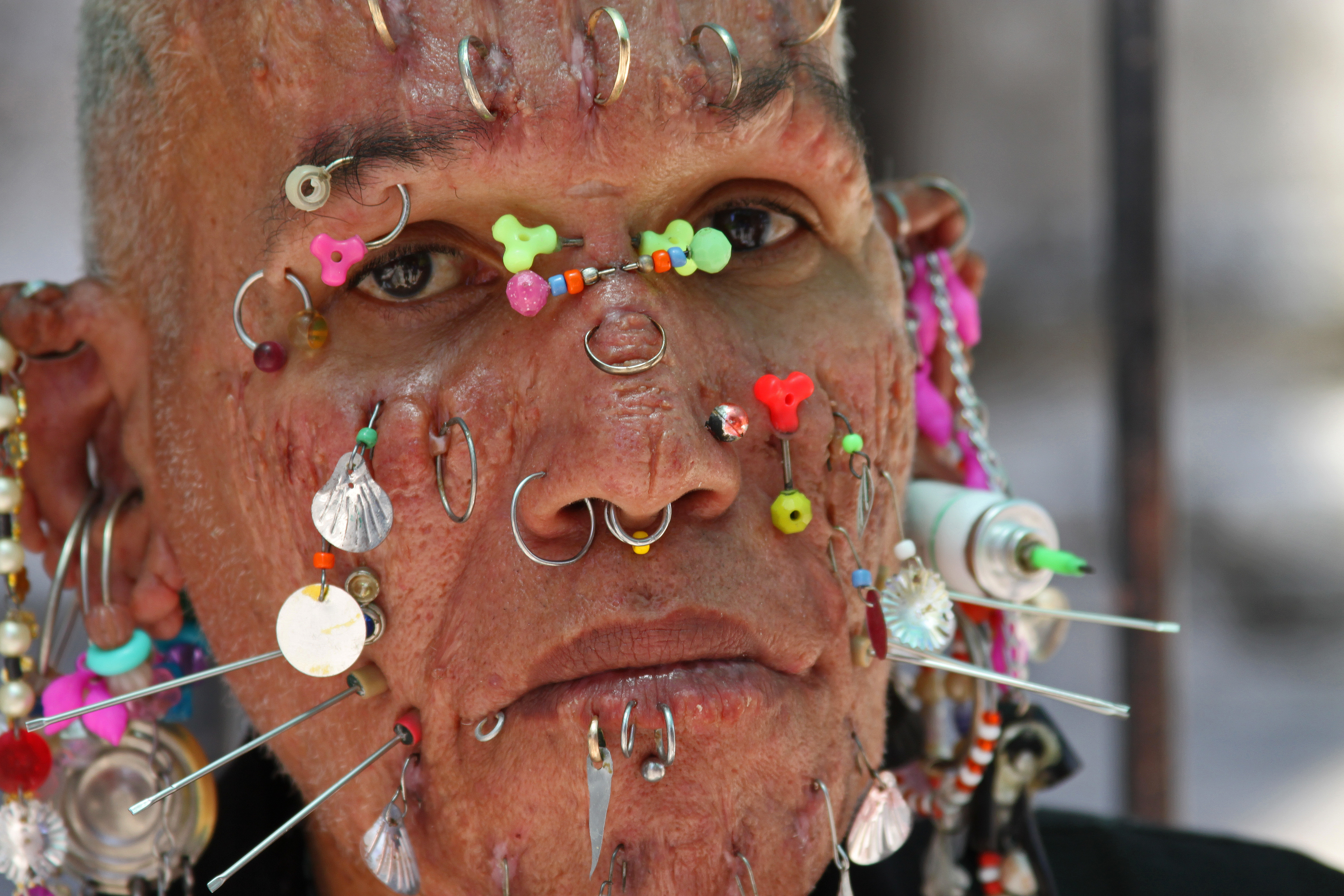
Luis Antonio Aguero, ehemaliger Piercing-Rekordhalter

Die Brasilianerin Elaine Davidson gilt mit über 2500 Piercings laut Guinness-Buch der Rekorde als weltweit meistgepiercte Frau. Zuvor war der auf Kuba lebende Luis Antonio Aguero mit über 300 Piercings Rekordhalter. Einen weiteren Rekord stellte der US-Amerikaner Ed Burns im Jahr 2010 auf, als er sich an einem Tag 1501 temporäre Piercings setzen ließ. Im darauf folgenden Jahr brach die US-Amerikanerin Staysha Randall den Weltrekord mit einer Anzahl von 3200 temporären Piercings. 2012 erhielt der deutsche Rolf Buchholz mit seinen 453 Piercings einen Eintrag im Guinness-Buch der Rekorde als meistgepiercter Mann der Welt.